# Анатомія і фізіологія ссавців

Внутрішня будова кота

Анато́мія і фізіоло́гія ссавці́в — сукупність відомостей про будову і функціонування організму у ссавців.
Ссавці є одним з класів хребетних тварин. З іншими таксонами хребетних їх об'єднує спільність морфологічної і фізіологічної організації. Для анатомії і фізіології ссавців властива наявність тих же функційних систем, що й у інших хребетних; проте багато з цих систем досягли у ссавців дуже високого рівня розвитку, і в цілому цей клас вважають найвисокоорганізованішим порівняно з іншими класами хребетних.
До основних відмінних морфофізіологічних особливостей, притаманних для всіх ссавців або для переважної більшості їхніх представників, відносять: наявність молочних залоз і вигодовування потомства молоком, живородіння, справжня гомойотермія (теплокровність), наявність (хоча б в ембріональному періоді розвитку) волосяного покриву, високий ступінь розвитку неопаліума, що становить у ссавців основну частину кори головного мозку, і низку інших особливостей.

## Покрівна система

### Шкіряний покрив
Шкіра утворює ефективний бар'єр між організмом і зовнішнім середовищем, захищаючи його від небажаних фізико-хімічних впливів, проникнення патогенів та від нерегульованих втрат води і солей. Для шкіри ссавців притаманні значна товщина, багатство рогових утворень і наявність великої кількості шкірних залоз, вельми нечисленних у плазунів і птахів. Як і в інших хребетних, вона складається з двох шарів: верхнього ектодермального (епідерміс) і нижнього мезодермального (дерма, або коріум).
A — епідерміс;
B — дерма;
С — гіподерма;
D — кровоносні та лімфатичні судини;
E — зародковий шар.
1 — волос;
2 — роговий шар;
3 — пігментний шар;
4 — середній шар;
5 — базальний шар;
6 — випрямляючий м'яз волоса;
7 — сальна залоза;
8 — волосяний фолікул;
9 — волосяний сосочок;
10 — нервове волокно;
11 — потова залоза;
12 — тільце Пачіні;
13 — артерія;
14 — вена;
15 — чутливе нервове закінчення;
16 — папілярний шар;
17 — пора потової залози.
Епідерміс є багатошаровим: в його основі розташований мальпігієвий шар з інтенсивно розмножуваних циліндричних або призматичних епітеліальних клітин — кератиноцитів. Кератиноцити послідовно зсуваються вгору, сплощуючись і піддаючись дедалі більшому зроговінню, тобто заповнення кератиновими волокнами (на ці волокна і філагрин, що зв'язує їх, доводиться 80–90 % загальної маси білка епідермісу ссавців). На завершальному етапі зроговіння кератиноцити втрачають ядра, а мертві ороговілі клітини поступово злущуються з поверхні шкіри. Забарвлення шкіри ссавців забезпечують меланіни — пігменти чорного, коричневого, іржаво-червоного або жовтого кольору; ці пігменти виробляються спеціалізованими клітинами мальпігієвого шару — меланоцитами — і накопичуються в особливих органелах — меланосомах, мігруючих з меланоцитів у сусідні кератиноцити.
У нижню поверхню епідермісу вганяються сосочки дерми. Основну товщу останньої утворює сітчастий шар з перехресних колагенових і еластинових волокон, він надає шкірі належну міцність. Нижче сітчастого шару лежить пухкий шар сполучної тканини — підшкірна жирова клітковина, що складається з жирових клітин (адипоцитів) і навколишніх їм волокон. Дерма пронизана кровоносними судинами і нервовими закінченнями; вона служить захистом тіла від механічних пошкоджень.
Для ссавців дуже властиві рогові утворення епідермального походження: волосся, кігті, нігті, копита, роги і лусочки.

### Волосяний покрив

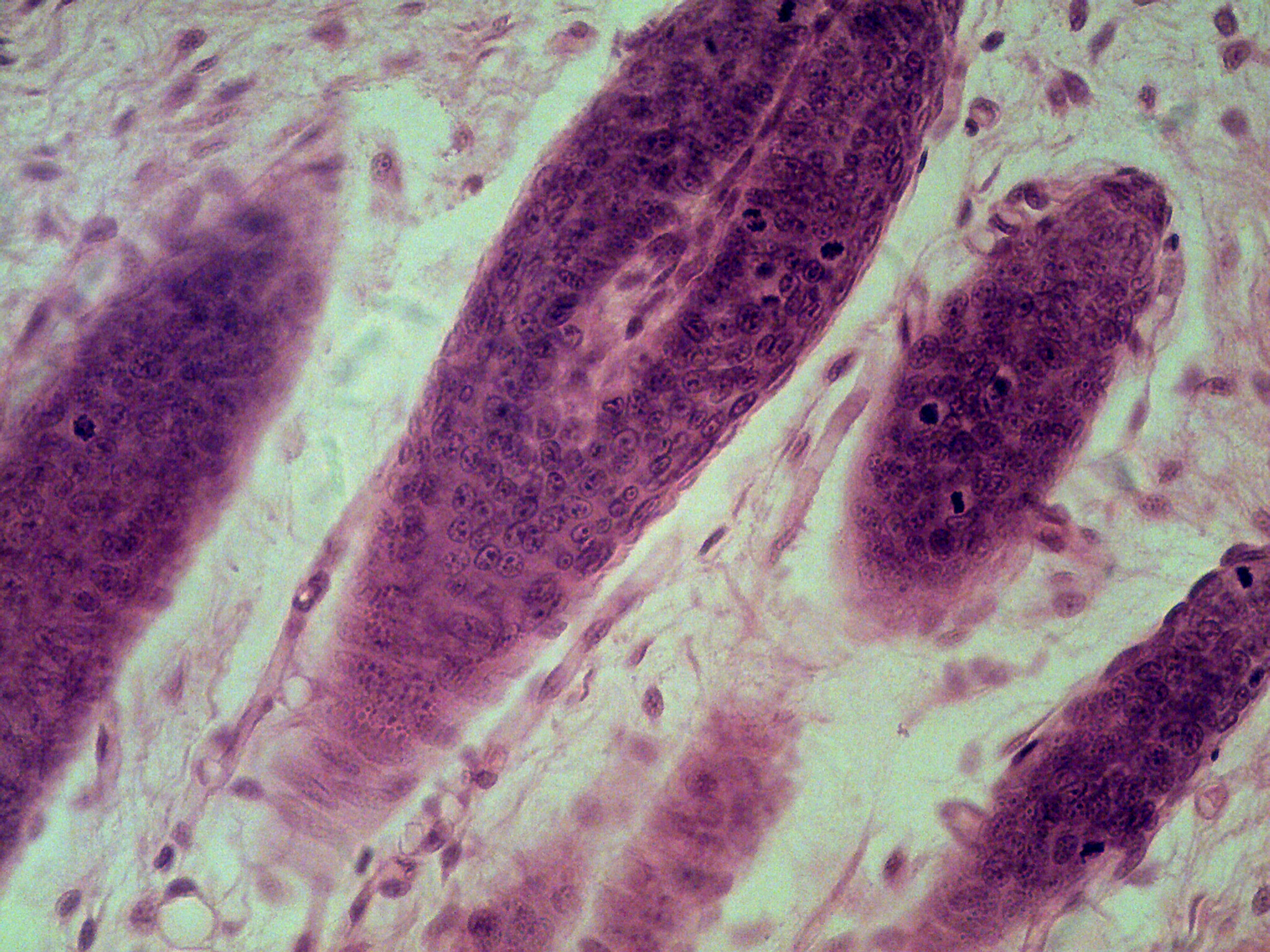
Мікрофотографія волосяних фолікулів у шкірі ссавців

Волосся — утворення, властиве виключно ссавцям і, мабуть, найпросунутішим терапсидам і не гомологичне будь-яким похідним шкіри інших амніот. Їхнє головне завдання — теплоізоляція, хоча поштовхом для появи волосяного покриву послужила, найпевніше, дотикова функція.
Крім термоізоляційної і дотикової функцій, волосся захищають шкіру від пошкоджень і паразитів, покращують аеро- і гідродинамічні властивості тіла, забезпечують видоспецифічність забарвлення. Відсутність волосся у ряду ссавців (слони, сирени, частина носорогів, гіпопотами, китоподібні) має вторинний характер. Це можна сказати і про людину, яка після переходу від життя в тінистих лісах до перебування на відкритих просторах втратила більшу частину волосяного покриву.
У більшості ссавців хутро складається з двох ярусів: верхній (шерсть) утворює довге остьове волосся, нижній (підшерстя) — коротше і тонший, хвилеподібно зігнуте пухове волосся. У дорослих оленів, кабанів і справжніх тюленів літнє хутро утворене однією остю, а у землерийних (сліпаки, кроти) хутро складається з одного пуху. Видозмінами остьового волосся є щетина (свині, тенреки), голки (єхидни, їжаки, їжатцеві) і вібриси — довгі жорсткі волосини на кінці морди, череві або кінцівках багатьох звірів, що служать для доторку.
Забарвлення шерсті ссавців, як правило, є захисним. У деяких представників спостерігається сезонна зміна забарвлення. Іноді забарвлення бере участь в утворенні вторинних статевих ознак.
Волосяний покрив періодично змінюється. Зміна хутра (линяння) може спостерігатися два рази на рік: навесні і восени. Так відбувається у вивірки, лисиці, песця, крота. В інших, наприклад ховрахів, линяння відбувається раз на рік — навесні.

### Інші рогові утворення

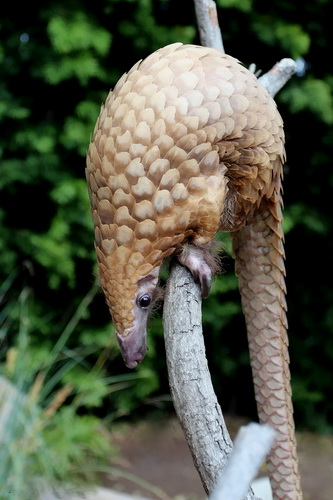
Тіло покрито лусками

У більшості ссавців кінцеві фаланги пальців захищені кігтями, які гострі і сильно зігнуті у деревних видів і хижаків, сплощені і розширені у землерийних тварин. У багатьох приматів кігті перетворилися в плоскі нігті, що прикривають фалангу лише зверху; у копитних унаслідок ускладнення кігтів розвинулися копита — товсті утворення, які відіграють роль своєрідного футляра для кінцевої фаланги, особливо важливий при бігу і стрибках по твердому ґрунту.
У багатьох ссавців на хвості (бобер, мишеві, шипохвості, хохуля, більшість сумчастих) або кінцівках (землерийні) є рогові лусочки. У панґолінів і броненосців великі рогові луски покривають усе тіло, причому у броненосців вони підстилаются ще кістковими щитками, які є похідними дерми і утворюють панцир. Луска ссавців цілком гомологична такій у плазунів.
Для деяких ссавців (носорогові, вилорогові, порожнисторогі) властивим є наявність рогу — масивного розростання зроговілого епітелію, використовуваного для захисту і нападу. Інше походження у гіллястих рогів оленів, які розвиваються з дерми і складаються з кісткової речовини; основне їхнє застосування — не оборонна, а змагальне (використовуються в бійках самців за самку). Якщо у парнокопитних стрижні рогів закладаються незалежно від черепа і зростаються з ним пізніше, то роги оленів розвиваються як відростки лобових кісток; при цьому у більшості видів оленів щовесни внаслідок резорбції кісткової тканини під дією гідролітичних ферментів, що виділяються особливими клітинами-остеокластами, відбувається скидання рогів, а потім вони відростають заново.
Цідильний апарат китів, так званий «китовий вус», також утворений роговими стовщеннями (похідними шкірних піднебінних складок), які перетворюються в плоскі і розщеплені пластини, розташовані двома рядами з кожного боку ротової порожнини. Зовнішній край цих пластин — жорсткий, а внутрішній має густу бахрому, причому число пластин в кожному ряду може доходити до 430.

## Екзокринна система
Екзокринну систему утворюють залози зовнішньої секреції, які виділяють вироблюваний ними секрет через вивідні протоки на поверхню тіла або слизових оболонок внутрішніх органів.
Сильний розвиток різноманітних шкірних залоз, що утворюються зі заглиблених у товщу дерми епідермальних зачатків, ссавці успадкували через своїх синапсидних предків від земноводних. Ця риса відрізняє ссавців від інших сучасних амніот, у яких шкірні залози нечисленні.
Розрізняють декілька типів шкірних залоз. Поява волосяного покриву призвело до розвитку сальних і потових залоз, призначених для змащування волосся і керування втратами тепла. Протоки сальних залоз відкриваються у волосяні сумки; ці залози мають гронувату будову і виділяють жирний секрет, який змащує поверхню шкіри і волосся, оберігаючи їх від змочування і пересихання, а також перешкоджає проникненню хвороботворних мікроорганізмів. Протоки трубчастих потових залоз відкриваються на поверхню шкіри або в верхні частини волосяних сумок; ці залози, що мають трубчасту форму, секретують піт, виконуючи одночасно терморегуляційну і видільну функції. Під верхньо-зовнішнім краєм очниці розташовуються слізні залози альвеолярно-трубчастої будови, секрет яких оберігає очі від висихання.

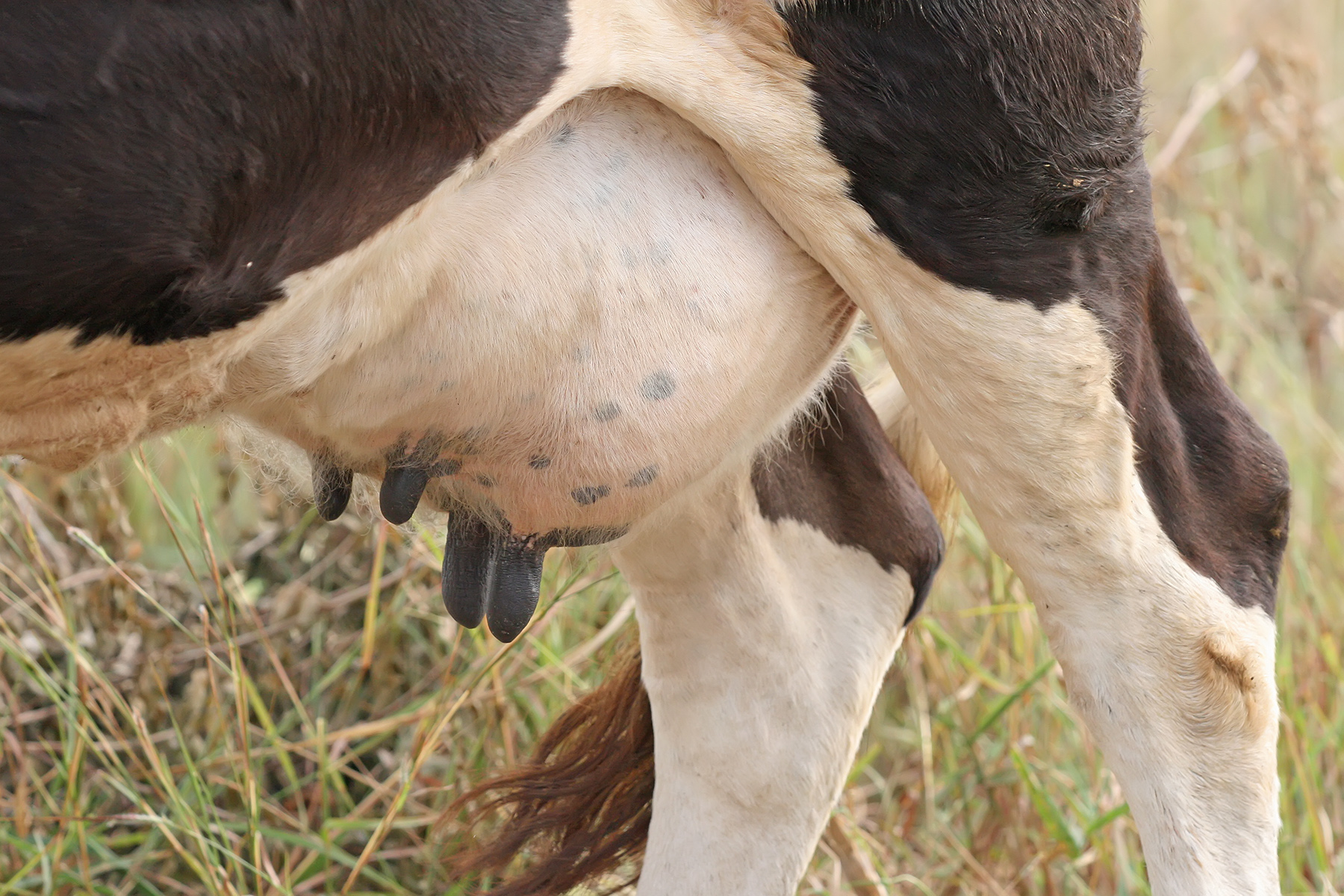
Вим'я корови

Молочні залози, що є видозміненими потовими залозами, у ролі секрету виділяють молоко — основну їжу дитинчат ссавців. Молочні залози зберегли трубчасту будову в однопрохідних і придбали гронувату будову у сумчастих і плацентарних. У представників цих двох груп протоки молочних залоз відкриваються на сосках; молочні залози однопрохідних сосків не мають, і їхні протоки відкриваються у волосяні сумки, так що дитинчата злизують крапельки молока з волосся матері.
Соски є й у самок, і у самців, в останніх вони рудиментарні і не здатні виділяти молоко. Виняток становлять два види криланових — бурий крилан (Dyacopterus spadiceus) і бісмаркський масковий крилан (Pteropus capistratus): якщо у самки народжується двійня, то молочні залози самця починають виділяти молоко (хоча і в невеликій кількості), і він бере участь у годуванні одного з дитинчат.
Кількість сосків може варіювати у різних видів від 2 (вищі примати, деякі копитні і рукокрилі) до 24 (деякі тенреки) і навіть 27 (деякі опосуми), причому у сумчастих число і розташування сосків може бути непарним, а у плацентарних — завжди парне. У плідних форм сосків зазвичай багато, і розташовані вони двома рядами від передніх кінцівок до паху (комахоїдні, хижі, гризуни). Якщо ж число сосків невелике, то вони можуть розташовуватися на грудях (у вищих приматів, сирен, слонів, багатьох кажанів), череві (у частини нижчих приматів є пара черевних і пара грудних сосків) або в паху (у багатьох копитних, причому у більшості з них соски зливаються в єдине вим'я). Вивідні протоки молочних залоз відкриваються на сосках або окремими отворами (у сумчастих, приматів, гризунів), або до загального вивідного каналу (копитні, хижі).
У деяких ссавців (багатьох хижих, кабарги, бобрів, ондатри, хохулі тощо) є пахучі залози. Це — видозміни потових або сальних залоз або ж сполучення тих й інших. Вони виділяють пахучі секрети, за допомогою яких звірі мітять свою територію, відрізняють особин свого виду, знаходять особину протилежної статі. Скунси, мангусти, африканська ласка використовують смердючий секрет таких залоз для відлякування ворогів.

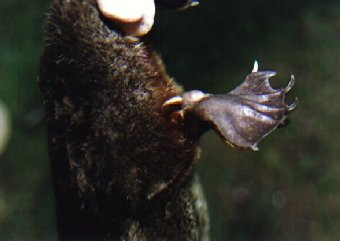
Отруйна острога на задній кінцівці самця качкодзьоба

Отруйні залози, що виділяють досить сильну отруту, знайдені у качкодзьоба, дорослі самці якого за допомогою розташованих на задніх ногах отруйних острог вбивають своїх жертв. Серед єхидн такі остроги зустрічаються й у самок, але отрута, що виробляється отруйними залозами єхидн, набагато слабкіша отрути качкодзьоба. Палеонтологи недавно виявили подібні остроги у представників різних груп ранніх ссавців (докодонти, триконодонти, багатогорбкозубі, симетродонти), так що отруйними залозами на ногах, швидше за все, мав і загальний предок класу Mammalia, однак сумчасті і плацентарні такі остроги втратили.
Опріч цього, у ссавців є досить багато і екзокринних залоз, відмінних від шкірних. Зокрема, функції залоз зовнішньої секреції виконують слинні залози, печінка і підшлункова залоза, секрети яких, потрапляючи в травний тракт, грають важливу роль у ході травлення.

## Скелет
Подібно до інших хребетних, ссавці мають внутрішній скелет, який виконує функції опори тіла, субстрату для прикріплення м'язів і захисту для ряду внутрішніх органів. У броненосців є також, як доповнення до внутрішнього, і зовнішній скелет у вигляді панцира. У порівнянні з плазунами, у ссавців кількість окремих кісткових елементів в скелеті сильно скорочено, а хрящ у дорослих особин зберігається лише в місцях, що вимагають особливої гнучкості.

### Череп

Череп собаки: 1 — верхньощелепна кістка;
2 — лобова кістка; 3 — слізна кістка; 4 — піднебінна кістка;
5 — вилична кістка; 6 — носова кістка; 7 — різцева кістка;
8 — тім'яна кістка; 9 — міжтім'яна кістка; 10 — луската кістка;
11 — потилична кістка; 12 — нижня щелепа.

Череп ссавців має відносно велику мозкову коробку, вже у пізньотріасового морганукодона вона в 3–4 рази більша, ніж у терапсид того ж розміру. Число окремих кісток в черепі менше, ніж у інших хребетних, що пояснюється зрощенням ряду кісток між собою. Так, зрослися воєдино основна, бічна і верхня потилична кістки, утворивши єдину потиличну кістку; вушні кістки зрослися в єдину кам'янисту кістку. Крилоподібна кістка зростається з основною клиноподібною, ококлиноподібна — з передньою клиноподібною. Проте, у ссавців з'являються і нові кістки — решітчаста в носовій порожнині і міжтім'яна в даху черепа.
Боки черепної коробки утворені лускатими кістками; виличні відростки, що відходять від них, з'єднані з виличною кісткою, а та — з виличним відростком верхньощелепної кістки; внаслідок утворюється властива для ссавців єдина вилична дуга. Потилична частина, як уже згадувалося, утворена єдиною потиличною кісткою; для зчленування з першим шийним хребцем — атлантом — вона забезпечена двома відростками (відзначимо, що плазуни і птиці мають один потиличний відросток). Дах черепа утворюють парні тім'яні, лобні, слізні і носові кістки, а також непарна міжтім'яна кістка. Дно мозкової коробки становлять основна клиноподібна і передня клиноподібна кістки, дно лицьової (вісцеральної) частини утворено крилоподібними, піднебінними і верхньощелепними кістками. У дні черепа, поруч зі слуховою капсулою розташовується властива тільки ссавцям парна барабанна кістка, яка є гомологом кутової кістки синапсид.
Зменшується число окремих кісток і в щелепах ссавців: нижню щелепу утворюють тільки дві парні зубні кістки, верхню — парні верхньощелепна і передщелепна. Піднебінні відростки останніх разом з піднебінними кістками утворюють вторинне кісткове піднебіння, що відділяє ротову порожнину від носової і дозволяє не переривати дихання при пережовуванні їжі або ссанні молока. Таке небо властиве саме для ссавців і їхніх цинодонтних предків, але не для інших амніот (хоча подібне небо незалежно виникло у тероцефалів і деяких плазунів, зокрема крокодилів, але у них вона влаштована інакше). З'єднання верхньої щелепи з черепною коробкою — жорстке (тим часом як у дзьобоголових, лускатих і птахів вона здатна рухатися відносно інших частин черепа), а нижньої щелепи — рухливе, до того ж зубна кістка приєднується безпосередньо до лускатої кістки.
Зчленувальна і квадратна кістки, властиві плазунам і синапсидам, стають складовими середнього вуха (молоточком і коваделком відповідно). У ссавців мається під'язикова кістка з ріжками, що є нижнім відділом колишньої під'язикової дуги і першої зябрової дуги. Решта елементів зябрових дуг стають хрящами гортані.

### Хребет

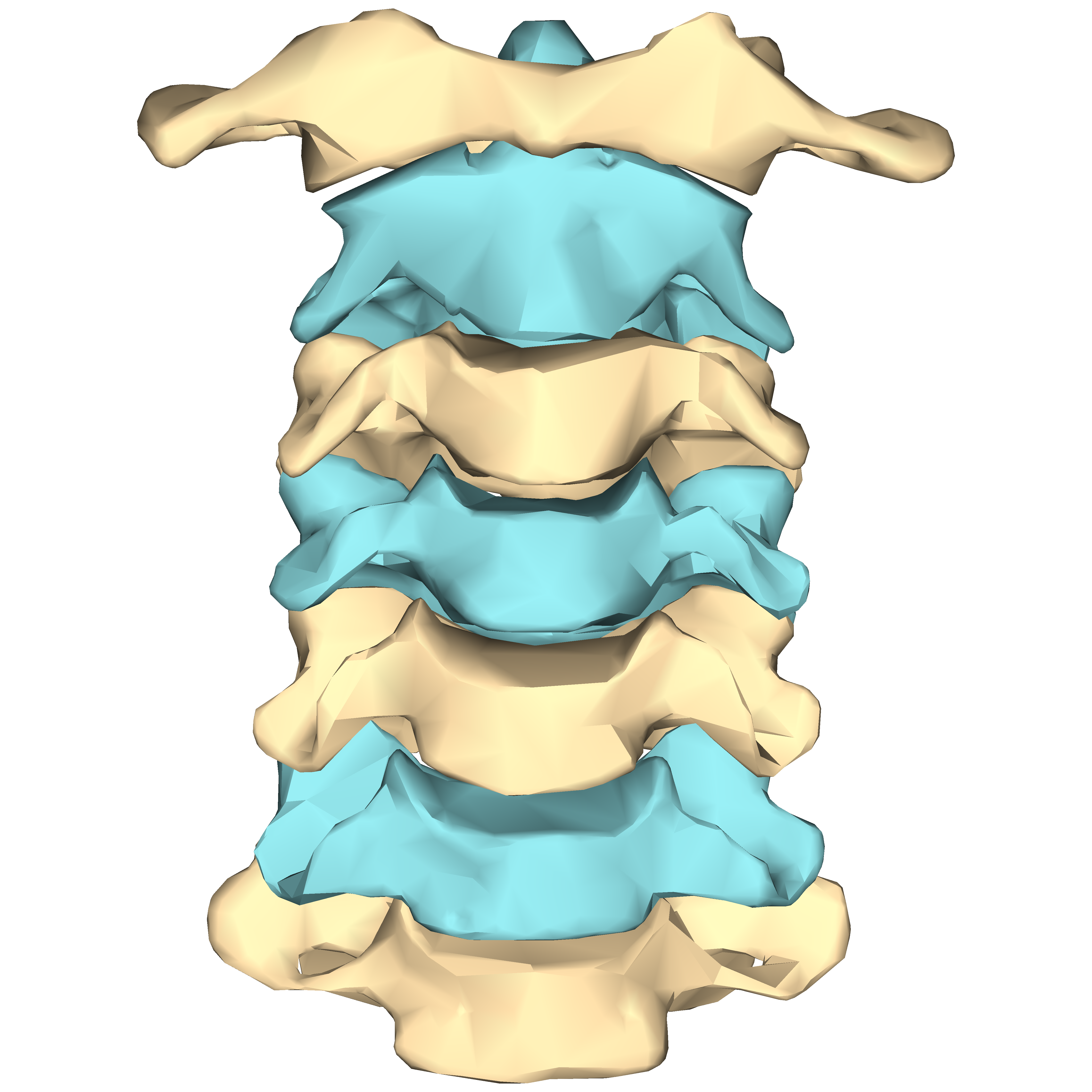
Шийні хребці людини

Прикметні риси в будові хребетного стовпа ссавців: плоскі поверхні хребців (платицельні хребці), між якими розташовуються хрящові диски; чітке розчленування хребта на п'ять відділів — шийний, грудний, поперековий, крижовий і хвостовий (тільки у сучасних китоподібних крижів немає, хоча він був у деяких древніх китів); постійне число шийних хребців — 7 (лише у ламантина їх 6, а у деяких лінивців число шийних хребців варіює: у лінивця Гоффмана — від 5 до 6, у трипалих лінивців — від 8 до 10). Перші два шийні хребці — атлант і епістрофей — типової для амніот будови; атлант несе дві зчленувальні поверхні для з'єднання з двома відростками потиличної кістки. Грудний відділ хребта у ссавців складається найчастіше з 12–15, поперековий — з 2–9, крижовий — з 1–9 хребців (найчастіше з чотирьох). Найбільшою мінливістю відрізняється кількість хвостових хребців: від 3 у гібонових до 49 у чотирипалого панґоліна. До передніх грудних хребців причленовуються ребра, з'єднані з грудниною («справжні ребра» — лат. costae verae) і утворюють разом з нею грудну клітку; решта грудних хребців несе «несправжні ребра» (costae spuriae), що не доходять до груднини.

### Кінцівки і їхні пояси
Пояс передніх кінцівок (плечовий пояс) ссавців складається з двох лопаток і двох ключиць. У деяких ссавців ключиць немає (копитні), в інших вони погано розвинені або замінені зв'язками (гризуни, деякі хижі). В однопрохідних є ще вороняча кістка — коракоїд, у більшості ж ссавців він рудиментарний і приростає до лопатки у вигляді дзьобоподібного відростка.

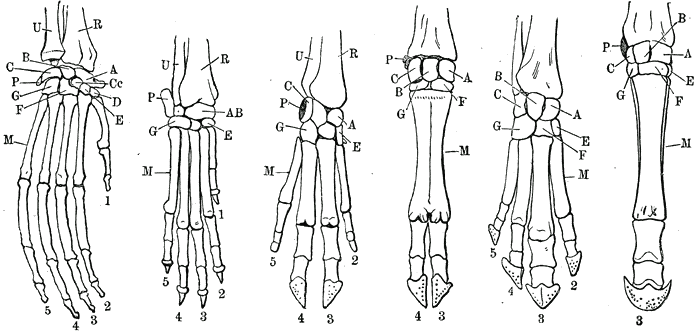
Кисті кінцівок різних ссавців. Зліва направо: орангутан, пес, свиня, корова, тапір, кінь

Передні кінцівки служать ссавцям для пересування суходолом, плавання, польоту, хапання. У типовому випадку передня кінцівка складається з плеча, яке включає одну плечову кістку, передпліччя, утвореного ліктьовою і променевою кістками, та кисті. Ліктьова кістка служить для зчленування кисті з плечем. Кисть передньої кінцівки складається зі зап'ястя, п'ястка і пальців. Зап'ясток складається зі 7 кісток, розташованих у два ряди. Число кісток п'ястка відповідає числу пальців (не більше п'яти). Пальці зазвичай складаються з двох-трьох фаланг (у китоподібних число челенків збільшено, досягає 13–14). З'єднуються рухомо зчленовані кістки суглобами.
Пояс задніх кінцівок (тазовий пояс) ссавців, як і в інших наземних хребетних, складається з парних лобкових, сідничних і клубових кісток (у багатьох видів вони зростаються в одну тазову кістку). Ці три відділи з'єднуються, утворюючи кульшову западину, до якої приєднується задня кінцівка. У яйцекладних і сумчастих до лобкового відділу примикають сумчасті кістки. У китоподібних справжнього таза немає; від тазового пояса у них зберігаються дві рудиментарні кістки, які не пов'язані з осьовим скелетом.
До складу задньої кінцівки входять стегно, гомілка (утворена великою і малою гомілковими кістками) і стопа (у складі якої — заплесно, плесно і кістки пальців). У більшості ссавців стегнова кістка коротше гомілки..
Кінцівки ссавців пристосовані до їхнього способу життя. Так, у наземних видів довші стегно і гомілка; у водних же, навпаки, ці відділи вкорочені, а подовжені п'ясток, плесно й особливо челенки пальців. У рукокрилих розвинено нормально лише перший палець передніх кінцівок, решта пальців сильно подовжені; між ними розташовується шкіряста перетинка. У найдосконаліших бігунів, копитних, перший палець атрофований. У разі парнокопитних тварина ступає на третій і четвертий пальці, а непарнокопитних — лише на третій. Швидкість пересування наземних видів сильно варіює: від 4 км/год (землерийка) до 105—112 км/год (гепард).
A — шийний;
B — грудний;
С — поперековий;
D — крижовий;
E — хвостовий.
1 — череп;
2 — верхня щелепа;
3 — нижня щелепа;
4 — атлант;
5 — епістрофей;
6 — лопатка;
7 — ость лопатки;
8 — плечова кістка;
9 — променева кістка;
10 — ліктьова кістка;
11 — челенки пальців;
12 — кістки п'ястка;
13 — кістки зап'ястка;
14 — груднина;
15 — хрящова частина ребра;
16 — ребра;
17 — челенки пальців;
18 — кістки плесна;
19 — кістки передплесна;
20 — п'яткова кістка;
21 — малогомілкова кістка;
22 — великогомілкова кістка;
23 — наколінок;
24 — стегно;
25 — сіднична кістка;
26 — клубова кістка.

## Мускулатура

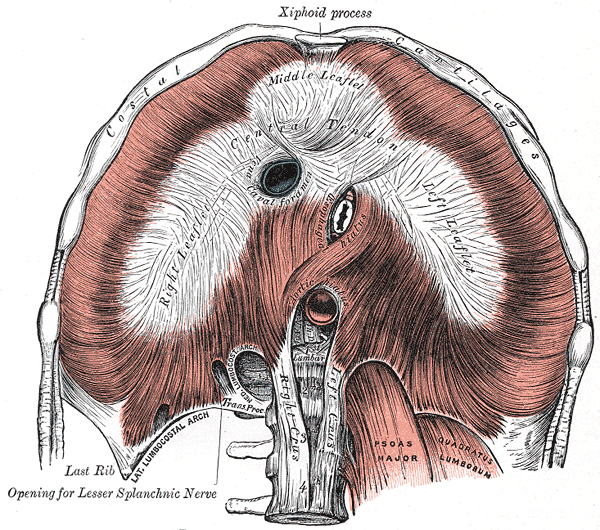
Діафрагма

Високодиференційована м'язова система ссавців забезпечує виконання різноманітних рухів і має в різних рядах і родинах суттєві особливості в залежності від своєрідних способів пересування. Серед скелетних м'язів найкраще розвиваються м'язи кінцівок; переміщення кінцівок під тіло (у плазунів і ранніх синапсид вони розташовувалися з боків) збільшило величину кроку і ефективність роботи м'язів. Прикметною анатомічною ознакою ссавців є також наявність куполоподібного м'яза — діафрагми, що розділяє грудну і черевну порожнини; її виникнення дозволило різко інтенсифікувати продух легенів.
У ссавців добре розвинена жувальна мускулатура, яка забезпечує захоплення і механічну обробку їжі, причому у рослиноїдних видів найсильнішими є власне жувальні м'язи, а у м'ясоїдних — скроневі м'язи, що відповідають за силу укусу. Для ссавців властива підшкірна мускулатура; вона бере участь у терморегуляції, керуючи рухом волосяного покриву, забезпечує згортання тіла їжаків, броненосців і панґолінів у клубок, а також виконує важливу роль при спілкуванні тварин: надає руху вібрисам, відповідає за міміку, особливо розвинена у хижих і приматів.
Перераховані види м'язів відносять до групи поперечно-посмугованих. Посмугованою м'язовою тканиною представлені скелетні м'язи і деякі м'язи внутрішніх органів (наприклад, дихальні м'язи і деякі сфінктери). Окрім руху, скелетні м'язи забезпечують також скоротливе теплоутворення (докладніше див. нижче). Однак основна маса стінок внутрішніх органів утворена гладенькими м'язами. До гладеньких відносять м'язи шлунка, кишечника, стінок кровоносних судин, внутрішніх порожнистих органів (жовчного міхура, сечового міхура, матки у самиць), очей, вивідних проток залоз зовнішньої секреції і бронхів. Особлива серцева м'язова тканина (міокард) є у серці; в її склад входять скоротливі клітини (кардіоміоцити) і провідні клітини (див. синусний вузол серця), які утворюють провідну систему серця і виробляють електричні імпульси, що управляють частотою серцевих скорочень.

## Нервова система
Як і в інших хребетних, нервову систему ссавців за морфологічними ознаками ділять на центральну, що включає головний і спинний мозок, і периферичну, яка складається з відгалужених від головного і спинного мозку нервів. У складі центральної нервової системи особливо значний розвиток у ссавців отримав головний мозок: частка його маси в масі всього тіла рідко буває нижче 1 %, тоді як у сучасних плазунів і птахів вона становить від 0,05 до 0,5 %. Збільшення розмірів і вдосконалення будови головного мозку дозволили йому взяти на себе складні асоціативні функції, що розширило можливості ссавців до дослідницької поведінки і накопичення особистого досвіду.
У структурно-функційному плані нервову систему поділяють на соматичну, що іннервує скелетні м'язи й органи чуття, і вегетативну, що іннервує нутрощі, кровоносні і лімфатичні судини. Різкого розмежування між цими системами не спостерігається.

### Особливості нервової тканини
Нервова тканина ссавців, як і в інших хребетних, ектодермального походження і складається з нервових клітин (нейронів) і допоміжних клітин — нейроглії. Нейрони утворюють численні сполучення (синапси) один з одним і здійснюють вироблення та поширення нервових імпульсів; таким чином, нейрон — структурна і функційна одиниця нервової системи.

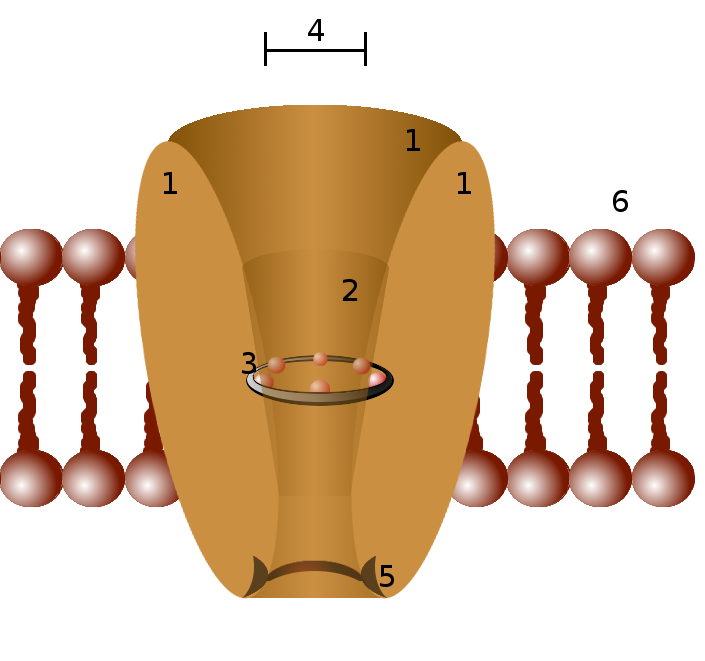
Схема іонного каналу нейрона: 1 — домени канального білка, 2 — канальна пора, 3 і 4 — селективний фільтр і його поперечник, 5 — область фосфорилювання, 6 — клітинна мембрана

Передача нервового імпульсу зумовлена змінами іонних струмів у нейронах, тобто змінами, що зачіпають іонні канали нейрона. Для нейронів ссавців відомо більше 12 типів потенціалозалежних іонних каналів (водночас в аксонах гігантського кальмара зустрічається лише 2 типи іонних каналів). Гліальні клітини забезпечують життєдіяльність нейронів і не беруть участі в проведенні нервових імпульсів. Як і в інших хребетних, у нервовій тканині ссавців добре розвинений капілярний кровообіг; саму ж нервову тканину поділяють на сіру речовину, утворену тілами нейронів і немієлінізованими нервовими волокнами, і білу речовину, утворену мієлінізованими нервовими волокнами.
Отже, нервовий імпульс поширюється нервовими волокнами і передається від нейрона до нейрона за допомогою особливого роду міжклітинних контактів — синапсів. У ссавців передача між нейронами іноді може здійснюватися за допомогою електричних сигналів або, в більшості випадків, за допомогою особливих хімічних сполук-посередників. Ці хімічні сполуки називаються нейромедіаторами (в деяких джерелах окремо розглядають також нейромодулятори, що відрізняються від нейромедіаторів тим, що викидаються у синаптичну щілину в менших кількостях і діють повільніше). Вони пов'язують особливі рецептори на постсинаптичній мембрані, які можуть бути як частиною іонного каналу, безпосередньо впливаючи на його проникність для іонів (іонотропні рецептори), так і не пов'язаними з ним безпосередньо — метаботропні рецептори; в останньому випадку дію нейромедіатора на іонний канал опосередковано різними сполуками — вторинними посередниками, наприклад, цАМФ.

### Головний мозок

Схема будови головного мозку пса свійського: 1 — передній (кінцевий) мозок, 2 — середній мозок, 3 — міст, 4 — мозолисте тіло, 5 — проміжний мозок, 6 — мозочок, 7 — довгастий мозок, 8 — спинний мозок

Відносний розмір головного мозку ссавців дуже великий: за масою він в 3–15 разів перевершує спинний мозок (у плазунів їхня маса приблизно однакова). Головний мозок ссавців включає п'ять відділів: передній (або кінцевий), проміжний, середній, довгастий мозок і мозочок, з них особливо розвинені перший і останній. Своєю чергою, в передньому мозку особливо сильно розвинена кора великих півкуль, що складається зі сірої речовини і містить вищі асоціативні центри.
Водночас, смугасті тіла, в яких розташовані ці осередки у плазунів і птахів, складаючи більшу частину їхнього переднього мозку, у ссавців відносно невеликі. Смугасті тіла виконують у ссавців обов'язок регуляції інстинктивних реакцій, підкоряючись при цьому контролю кори півкуль.
Розросла кора півкуль ссавців утворила вторинний мозковий звід (неопаліум), який накрив собою весь мозок, а первинний мозковий звід (архіпаліум) був відсунутий усередину, утворивши складку — гіпокамп. Неопаліум служить у ссавців осереддям вищої нервової діяльності, що координує роботу інших відділів мозку. Півкулі пов'язані один з одним мозолистим тілом з білої речовини. Таким чином, у порівнянні з птахами, у яких дах переднього мозку розвинений відносно слабко і представлений тонким шаром нервових клітин архіпаліума і неопаліума, дах переднього мозку розвинений значно більшою мірою. Кора головного мозку утворена декількома (до 7) шарами тіл нервових клітин і покриває весь передній мозок. У нижчих представників класу ссавців поверхня кори гладка, але у високоорганізованих видів вона утворює складки і звивини з глибокими борознами; серед них найчіткіше позначені сильвієва борозна, що відділяє лобову частку кори від скроневої, роландова борозна, що розділяє лобову і тім'яну частки, тощо. Інші частини переднього мозку мають у ссавців відносно менші розміри, але зберігають своє значення. Попереду півкуль лежать нюхові частки, найрозвиненіші у тварин з хорошим нюхом.
Епіфіз, гіпофіз і гіпоталамус, що входять до складу проміжного мозку, невеликі і не видно зверху, проте вони відповідальні за ряд життєво важливих задач: регуляція метаболізму, підтримання гомеостазу, регуляція ендокринних функцій, а також сезонної ритміки функцій тіла, тепловіддачу. У середньому мозку виділяється чотиригорб'я, горби якого є зоровими і слуховими центрами; в цьому ж відділі мозку розташовується (як і в інших амніот) руховий центр — червоне ядро. Мозочок відповідає за координацію рухів; його поверхня, як й у переднього мозку, має багато складок та утворена сірою речовиною. У довгастому мозку розташовані центри дихання, кровообігу, травлення тощо.
Серед усіх груп хребетних ссавці виділяються найвищим рівнем розвитку інтелекту, що пов'язано насамперед з прогресивним розвитком кори півкуль переднього мозку, хоча цей рівень істотно розрізняється у ссавців різних систематичних груп. Так, у різних груп ссавців відношення маси півкуль переднього мозку до маси всього головного мозку варіює: у їжаків — 48 %, у вивірок — 53 %, у вовків — 70 %, у дельфінів — 75 %. Різним виявляється також і притаманний для цих груп рівень розвитку вищої нервової діяльності. Найвищого серед ссавців розвитку багато аспектів вищої нервової діяльності досягають у хижих, китоподібних, вищих приматів. Утім, більшість дослідників при оцінюванні розуму різних тварин віддають першість не нейроанатомічному, а функційному підходу.
Встановлено, що у більшості ссавців сигнальні системи не мають суттєвих відмінностей від подібних систем інших хребетних, але істотно вищий рівень показують вузьконосі мавпи, особливо людиноподібні.

### Спинний мозок

Поперечний розріз спинного мозку ссавця

У спинному мозку ссавців сіра речовина утворює в поперечному перерізі подобу «метелика» з бічними виступами — «рогами». Добре розвинені висхідні шляхи (утворені чутливими (аферентними) волокнами), за якими інформація від частин тіла досягає головного мозку. Є також спадні шляхи, утворені руховими (еферентними) волокнами. Крім того, у ссавців є особливий пірамідний шлях, що йде від рухової зони кори великих півкуль прямо до еферентних нейронів довгастого і спинного мозку. При цьому волокна латеральної (бічної) частини цього шляху перехрещуються й іннервують протилежну сторону тіла (тобто ліве волокно іннервує праву частину тіла, і навпаки), а вентральні волокна зберігають зв'язок зі своєю стороною тіла.
У плечовій і поперековій областях спинний мозок ссавців утворює потовщення, розвинені тим сильніше, чим сильніше розвинена відповідна пара кінцівок (так, у кенгуру з їхніми потужними задніми ногами особливо розвинене поперекове потовщення, а у кажанів, що пересуваються за допомогою передніх кінцівок — плечове). Основний обов'язок спинного мозку — здійснення простих безумовних рефлексів.

### Периферична нервова система

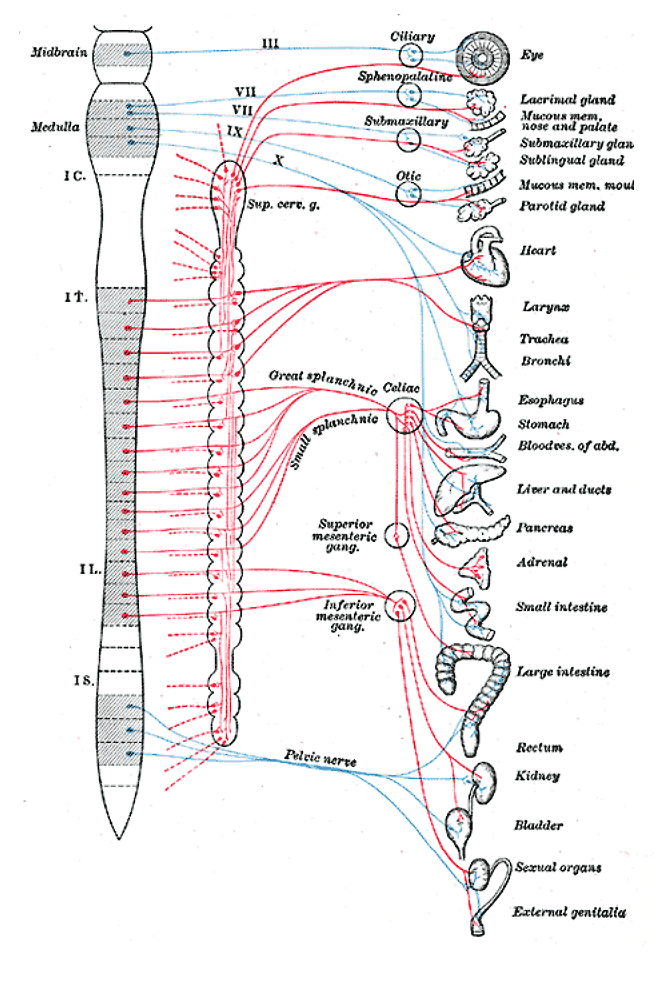
Симпатичний (показано червоним) і парасимпатичний (показано синім) відділи вегетативної нервової системи

Периферичну нервову систему ссавців утворюють черепні і спинномозкові нерви, що відходять відповідно від головного і спинного мозку, а також їхні відгалуження (усього їх налічують понад 200). У ссавців, як і в інших амніот, є 12 пар черепних нервів; число спинномозкових нервів значно більше, у людини — 31 пара.
Більшість (11 пар з 12) черепних і частина спинномозкових нервів функційно відносять до соматичної нервової системи, вони іннервують шкіру, суглоби, скелетні м'язи й органи чуття, відповідаючи за координацію рухів тіла і сприйняття зовнішніх стимулів. Ця система у ссавців добре розвинена, забезпечуючи, зокрема, найвищу швидкість рефлексів.
Інша частина спинномозкових нервів, а також значною мірою блудний нерв функційно відносять до вегетативної нервової системи. Волокна нервів, що входять до неї утворені двома нейронами. Перший з них знаходиться в центральній нервовій системі, його аксон (прегангліонарне волокно) передає імпульс вегетативного ганглія, а вже від нього збудження по постгангліонарному волокну досягає органу-ефектора.
Морфологічно і функційно поділяють симпатичну і парасимпатичну вегетативну нервову систему. У разі першої прегангліонарні волокна коротші постгангліонарних, а вегетативні ганглії розташовані недалеко від хребта; центри знаходяться тільки у спинному мозку. Для парасимпатичної системи становище зворотне: прегангліонарні волокна довгі, а постгангліонарні волокна короткі, оскільки ганглії лежать недалеко від іннервуємих органів або навіть у їхніх стінках; центри розташовані в крижовому відділі спинного мозку і в головному мозку. При цьому якщо у риб симпатична і парасимпатична системи ділять органи між собою, то у чотириногих (і, зокрема, у ссавців) їхні області іннервації накладаються одна на одну аж до повного взаємного перекривання.

## Органи чуття
Набір органів чуття у ссавців — такий же, як і в інших амніот. Органи чуття служать для сприйняття надхідних із зовнішнього світу сигналів різних модальностей; при цьому кожній модальності відповідає своя сенсорна система. Органи чуття містять рецептори, чия реакція на стимул призводить до утворення нервового імпульсу, і входять у периферичну частину відповідної сенсорної системи — поряд з проміжною (нейронні провідні шляхи, якими передається нервовий імпульс) і центральною (ділянка кори великих півкуль, відповідальна за обробку одержуваних сигналів) її частинами. Крім цього, є також інтероцептивні сенсорні системи, що сприймають дані щодо стану внутрішнього середовища організму.

### Органи зору
1 — склера,
2 — судинна оболонка,
3 — Шлеммів канал,
4 — корінь райдужної оболонки,
5 — рогівка,
6 — райдужна оболонка,
7 — зіниця,
8 — передня камера,
9 — задня камера,
10 — війчасте тіло,
11 — кришталик,
12 — склисте тіло,
13 — сітківка,
14 — зоровий нерв,
15 — циннові зв'язки.
До складу зорової сенсорної системи ссавців входять органи зору — очі (периферична частина системи), ланцюги вставних нейронів з підкірковими зоровими центрами (проміжна частина, відповідальна за передачу нервових імпульсів) і центральна частина — зоровий центр у корі головного мозку.
Органи зору у ссавців розвинені як правило досить добре, хоча в їхньому житті вони мають менше значення, ніж у птахів: зазвичай ссавці звертають мало уваги на нерухомі предмети, тому до людини, що стоїть без руху, навіть настільки обережні звірі, як лисиця або заєць, можуть підійти впритул. Особливо великі очі мають нічні звірі і тварини, що живуть у відкритих просторах. У лісових звірів зір не настільки гострий, а у землерийних підземних видів очі в більшій чи меншій мірі скорочені, в деяких випадках (сумчасті кроти, сліпак, сліпий кріт) навіть затягнуті шкірястою перетинкою.
У багатьох ссавців добре розвинений бінокулярний зір, заснований на утворенні двох зображень, отриманих кожним оком, і їхньому подальшому зіставленні. У ході обміну інформацією між обома зоровими центрами два отриманих зображення зливаються в одну тривимірну картину.
Як і в інших хребетних, око ссавця розвивається з переднього мозкового міхура і має округлий вигляд (очне яблуко). Зовні очне яблуко захищене білковою фіброзною оболонкою, передня частина якої прозора (рогівка), а інша — ні (склера). Наступний шар — судинна оболонка, спереду переходить у райдужну оболонку з отвором в осередку — зіницею.
Через зіницю відбите довкіллям світло проникає всередину очі. Кількість світла, що пропускається, визначається діаметром зіниці, просвіт якого саморегулюється м'язами райдужної оболонки. Кришталик фокусує промені світла, що пройшли через зіницю, на сітківці — внутрішньому шарі оболонки ока, що містить фоторецептори — світлочутливі нервові клітини. М'язи навколо кришталика забезпечують акомодацію ока. У ссавців для досягнення високої різкості зображення кришталик при спостереженні близьких об'єктів приймає опуклу форму, при спостереженні віддалених — майже плоску. У плазунів і птахів акомодація, на відміну від ссавців, включає не тільки зміна форми кришталика, але і зміна відстані між кришталиком і сітківкою. У дрібних гризунів (полівки, миші) через незначність огляду здатність до акомодації майже втрачено.

Будова сітківки

Серед фоторецепторів виділяють два основні різновиди — палички і колбочки, причому палички переважають; так, у людини сітківка містить близько 123 млн паличок і 7 млн колбочок. Палички відповідають тільки за сприйняття світла і забезпечують нічний зір, а при денному зорі провідну роль відіграють колбочки, дозволяючи тваринам не тільки сприймати світло, але і розрізняти кольори.
Втім, у ссавців колірний зір розвинений слабше, ніж у птахів з їх чотирикомпонентним зором: у переважної більшості ссавців зір — двокомпонентний, а трикомпонентний колірний зір є тільки у вищих приматів (вузьконосі і частково широконосі). Так, європейська руда полівка розрізняє лише червоний і жовтий кольори, проте кішка здатна розрізняти 25 відтінків сірого. У опосума, лісового тхора і деяких інших видів кольорового зору взагалі не виявлено. Водночас деякі сумчасті, рукокрилі і гризуни здатні бачити в ультрафіолетовому діапазоні.
Сигнал, сприйнятий від сітківки, надходить у центральну частину зорової сенсорної системи — зорову кору (розташована в потиличній частці кори великих півкуль) через зоровий нерв, верхні горби чотиригорб'я і бічне колінчасте ядро; дані структури входять до проміжної частини зорової сенсорної системи.

### Органи слуху і рівноваги

Ехолокація у дельфіна

Слух і звукове гаслування у ссавців обслуговують найважливіші життєві явища — пошук їжі, розпізнавання небезпек, упізнання особин свого і чужих видів, причому різні ряди відрізняються різними особливостями слуху. Ссавці, хоча і менш, аніж птиці, мають звукову локацію; вони видають звуки голосовими зв'язками і резонують їх повітрогінними шляхами. Найзвичайнішими видаваними ними звуками є рев, стогін, нявкання, шипіння тощо.
Деякі землерийки і морські леви, зубаті кити і особливо кажани мають здатність до ехолокації, видаючи і сприймаючи ультразвуки; у кажанів відтворювачами локаційних сигналів служать ротовий апарат і ніс, у зубастих китів — система повітряних мішків надчерепного звукового проходу. Землерийки при ехолокації видають імпульси тривалістю 5–33 мс з частотою 30–60 кГц. Морський лев здатний видавати звуки частотою 20–72 кГц, дельфіни — 120—200 кГц, що дозволяє їм визначати положення табунів риб з відстані до 3 км. У кажанів ультразвукова локація майже повністю замінює слабо розвинений зір, проте жоден вид кажанів не позбавлений зору цілком; більш того, зір використовується ними для навігації, особливо на далеких відстанях, коли радіуса дії ехолокації не вистачає. Людина в нормі може чути звуки в діапазоні від 20 до 20000 Гц; собаки і коні можуть чути ультразвуки, а вусаті кити і слони спілкуються один з одним інфразвуками.
Органи слуху — вуха — у переважної більшості видів ссавців розвинені дуже добре. Вухо ділиться на три частини: внутрішнє, середнє і зовнішнє вухо. Якщо внутрішнє і середнє вухо є і в інших чотириногих, то зовнішнє вухо, що включає вушну раковину, зовнішній слуховий прохід і барабанну перетинку, є новопридбання ссавців, що полегшує уловлювання звукових хвиль. Утім, у багатьох водних видів і видів-копачів вушна раковина вдруге зникає.
Оскільки у хребетних вухо містить також вестибулярний апарат, який здійснює почуття рівноваги, то точніше назвати слухову сенсорну систему визначенням статоакустична сенсорна система. До її складу, крім периферичної частини, яку утворюють вуха, входять проміжна частина, відповідальна за передачу нервових імпульсів та яка включає ланцюги вставних нейронів разом з підкірковими слуховими центрами, і центральна частина, яка представлена нейронами коркового слухового центру, розташованого в корі головного мозку.
Зовнішнє вухо
1 — череп;
2 — слуховий канал;
3 — вушна раковина.
Середнє вухо
4 — барабанна перетинка;
5 — овальне вікно;
6 — молоточок;
7 — коваделко;
8 — стремінце.
Внутрішнє вухо
9 — півкруглі канали;
10 — равлик;
11 — нерви;
12 — євстахієва труба.
Порожнина середнього вуха заповнена повітрям і відмежована від зовнішнього слухового проходу тонкою мембраною — барабанною перетинкою, що хитається під впливом звукової хвилі, що проходить через зовнішній слуховий прохід. У цій порожнині розташовуються три слухові кісточки: стремінце, молоточок і коваделко (гомологи відповідно зчленованої і квадратної кісток). Основина стремінця заходить в овальне вікно, закрите мембраною; від нього починається внутрішнє вухо. Ці кісточки складають у сукупності важільну систему, яка передає коливання перетинки, посилюючи їх, на мембрану овального вікна внутрішнього вуха.
У внутрішньому вусі, яке розташоване в кам'янистій частині скроневої кістки, виділяють вестибулярний і слуховий відділи.
Вестибулярний відділ, який слугує органом рівноваги, включає троє півкруглих каналів, а також двоє отолітових органів — мішечок і маточку. Півкруглі канали розташовуються в трьох взаємно прямовисних площинах і заповнені ендолімфою. Вони з'єднуються в порожнині присінку, де розширюються у вигляді ампул. В ампулах є рецептори вестибулярного апарату — особливі волоскові клітини, забезпечені пучками волосків. Кожен пучок зверху покритий купулою (желеподібною речовиною, скріпленою фібрилярними волокнами). При початку або в кінці обертального руху ендолімфа починає тиснути на купулу, прагнучи змістити її вбік, протилежний напрямку руху, і зміщення купули збуджує волоскові клітини. У порожнині присінку також є два розширення — мішечок і маточка, сполучені за допомогою Y-подібної протоки. У кожному з розширень є піднесення — макула, вкрита отолітовою мембраною, яка містить безліч отолитів, або оокиніїв — дрібних, але важких кристалів карбонату кальцію. Макула маточки розташовується рівнолежно, а макула мішечка — прямовисно. Під дією сили тяжіння або лінійного прискорення отолітової мембрани зсуваються відносно макули, дратуючи волоскові клітини.
З волосковими клітинами пов'язані нейрони вестибулярного ядра, діяльність яких змінюється під впливом нейромедіаторів, що виділяються волосковими клітинами. Їхні аксони утворюють один з корінців присінково-завиткового нерва, який слідує до вестибулярних ядер. Від них дані передаються в таламус і мозочок, а з них — у кору великих півкуль..

Внутрішня будова равлика

До складу слухового відділу внутрішнього вуха входить равлик — заповнена рідиною перетинкова трубка, усією довжиною якої проходять три рівнобіжні канали: два зовнішніх — вестибулярна драбина) і барабанна драбина — і укладений між ними вужчий завитковий канал. Останній відділений від барабанної драбини базилярною мембраною, а всередині завиткового каналу розміщена текторіальна мембрана. Вздовж усього равлика тягнеться розташований на базилярній мембрані кортіїв орган — епітеліальне утворення з двох видів клітин: волоскових клітин, що безпосередньо відповідають за сприйняття звукових подразників, і опорних клітин різного типу, що підтримують структурну цілісність кортієвого органу. Кортіїв орган притаманний тільки ссавцям; у інших чотириногих відповідником кортієвого органу служить базилярний сосочок.
При наявності звукового сигналу вібрації від молоточка, розташованого навпроти овального вікна, передаються перилімфі — рідині, що заповнює вестибулярну і барабанну драбини. Рухома хвиля перилімфи доходить до кінця равлики і загортає в барабанну драбину, звідки рухається до основи равлика і доходить до круглого вікна. Енергія цієї хвилі змушує вібрувати базилярну мембрану, і ця вібрація стимулює волоскові клітини. Оскільки базилярна мембрана туго натягнута, в кожній її точці найдужча відповідь досягається на хвилі певної частоти. Кожна волоскова клітина несе пучок «волосків» (стереоцилій), що містять усередині актинові філаменти і занурених у внутрішню рідину середньої драбини — ендолімфу.
Вібрація базилярної мембрани викликає зрушення текторіальної мембрани і подальше відхилення (вигин) стереоцилій (таким чином, слуховий рецептор є механорецептором). Через це в мембрані волоскової клітини відкриваються механочутливі іонні канали, всередину клітини входять катіони К+, і клітина деполяризується. Внаслідок деполяризації відкриваються кальцієві канали, всередину волоскової клітини входить кальцій, і вона вивільняє нейромедіатор глутамат у синаптичну щілину. Це збуджує аферентний нейрон, і далі сигнал передається у ЦНС. Таке порушення відбувається тільки при відхиленні стереоцилій в одну певну сторону; це порушення супроводжується виділенням великої кількості глутамату і збільшенням частоти відтворення потенціалу дії аферентним нейроном, однак при відхиленні у протилежну сторону відбувається зворотне явище, і клітина гіперполяризується.
У центральну частину слухової сенсорної системи — слухову кору (розташована у скроневій частці кори великих півкуль) — сигнал від завитки надходить за наступним шляхом: присінково-завитковий нерв, завиткові ядра довгастого мозку, верхнє оливне ядро вароліївого моста, нижні горби чотиригорб'я, посереднє колінчасте тіло таламуса; ці будови і складають сукупно периферичну частину слухової сенсорної системи.

### Органи нюху
Органи нюху ссавців розвинені сильніше, ніж у інших наземних хребетних, і грають у їхньому житті дуже важливу роль. Про важливість нюху для ссавців говорить і та обставина, що найбільше сімейство генів в їхньому геномі утворюють саме гени, що кодують білки нюхових рецепторів. Здатність до розрізнення запахів ссавці використовують для орієнтування у просторі, при пошуках їжі, в рамках міжвидових і внутрішньовидових контактів; приємні запахи запускають секрецію слини і шлункового соку, а неприємні попереджають про потенційну шкоду (наприклад, неприємний запах зіпсованої їжі). За ступенем розвитку нюхових спроможностей ссавців поділяють на дві групи: макросматів з виключно гострим нюхом (більшість ссавців) і мікросматів з помірно розвиненим нюхом (примати, китоподібні, ластоногі).

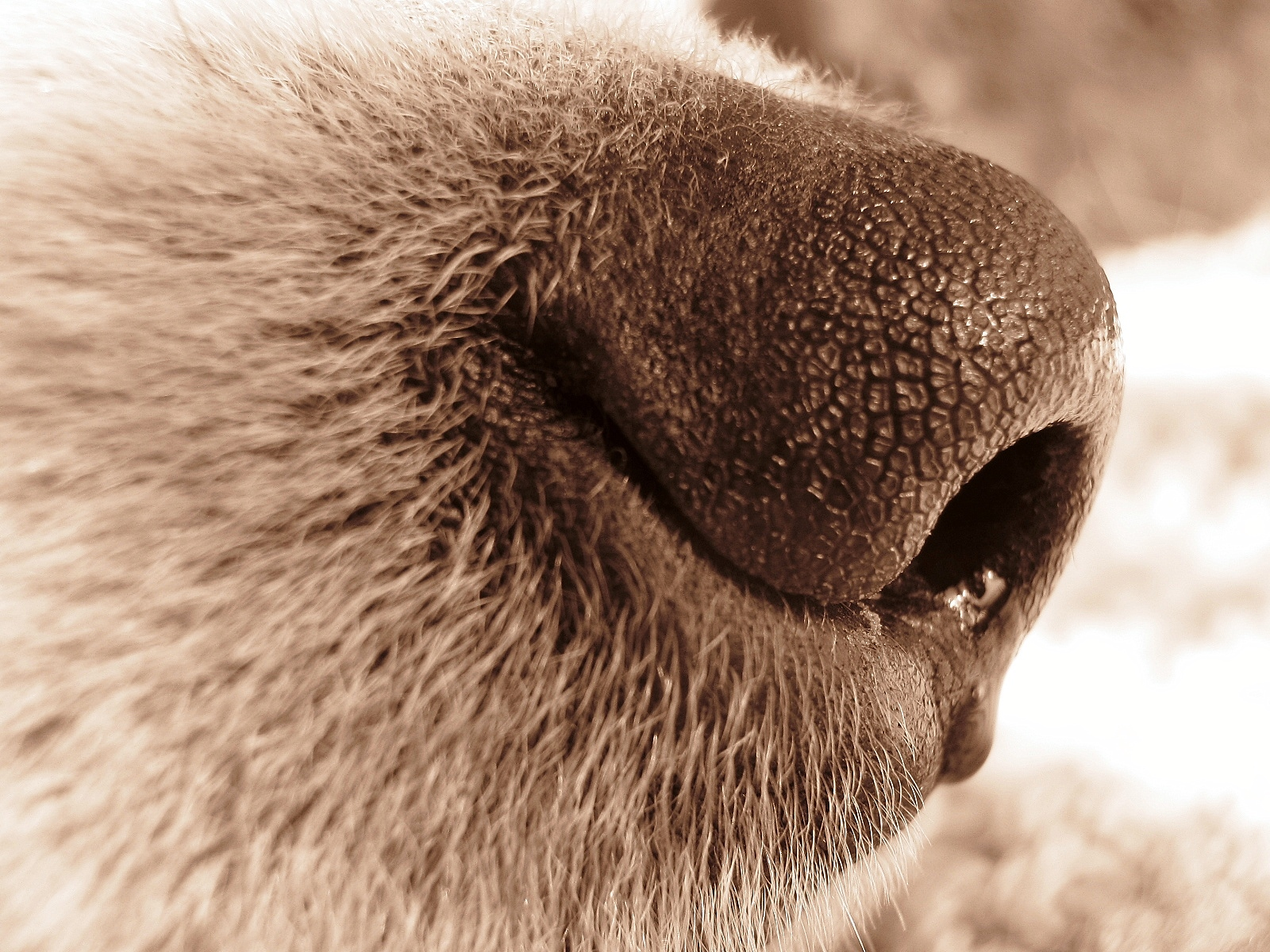
Ніс собаки — надчутливий орган нюху

Різниця між цими групами добре видно при зіставленні ступеня розвитку нюху у людини і собаки. Якщо в носі людини є близько 6 млн нюхових клітин, то у собаки їх — близько 225 млн. Багато макросматів відчувають запахи на відстані декількох сот метрів і здатні знаходити поживу під землею. Добре відома практика пошуку зрослих у лісі під землею трюфелів за допомогою спеціально навчених пошукових псів і свиней, які здатні відчути гриби на відстані до 20 м.
Більшість ссавців зберігають якобсонів орган — відокремлений відділ нюхової капсули, який становить собою замкнуту порожнину, що сполучається з порожниною рота. Цей орган, наявний також у дводишних і більшості чотириногих (найважливіші виключення — птахи і крокодили), служить головним чином для сприйняття феромонів. У представників ряду груп (китоподібні, сирени, більшість рукокрилих і вузьконосі примати, включаючи людину) якобсонів орган рудиментарний або повністю втрачено.

Нюхова система ссавців на прикладі людини: 1 — нюхова цибулина, 2 — мітральні клітини, 3 — кістка, 4 — носовий епітелій, 5 — нюховий клубочок, 6 — нюхові рецептори.

Органи нюху ссавців розташовуються в задній верхній частині носової порожнини, де виникає досить складна, особливо у макросматиків, система нюхових носових раковин — тонких кісткових пелюсток, спрямованих усередину порожнини і покритих нюховим епітелієм, який містить численні рецептори запахів. Ці рецептори здатні вловлювати наявні у вдихуваному повітрі молекули пахучих речовин. Як і рецептори смаку, їх відносять до групи хеморецепторів. Сигнали про наявність пахучих речовин передаються через нюховий нерв до відповідного центру головного мозку — нюхову цибулину або первинні центри нюху кори головного мозку. З останньої нюхові сигнали передаються в гіпоталамус, лімбічну систему, ретикулярну формацію і неокортекс.
Нюхові рецептори є біполярними нейронами. Крім нюхових клітин, пов'язаних з нюховим нервом, у слизовій оболонці носа є також вільні закінчення трійчастого нерва; вони здатні реагувати на деякі агресивні запахи, наприклад, кислотні або аміачні випаровування. Рецепторні білки розташовуються на мембрані війок. Як зазначалося вище, вони кодуються дуже великим сімейством генів, тому можливо, що одна нюхова клітина експресує лише один з цих генів. Однак не всі ці гени можуть експресуватися; так, у людини експресується близько 40 % з них.

### Органи смаку

Будова смакової бруньки

Органи смаку ссавців представлені смаковими бруньками, або сосочками, які розташовані на слизових оболонках язика, твердого піднебіння, а також глотки і надгортанника і містять рецептори смаку (хеморецептори). Традиційно вважалося, що система сприйняття смакових відчуттів у ссавців — чотирикомпонентна, причому первинними смаками є солодкий, солоний, кислий і гіркий. На рубежі XX—XXI ст. виявлено п'ятий тип рецепторів смаку, який відповідає за сприйняття «м'ясного» смаку («умамі», яп. うま味). Смакові рецептори ссавців знаходяться в смакових бруньках, що є видозміненими епітеліальними клітинами. 2005 року було встановлено, що одна чутлива клітина експресує тільки один тип рецепторів, а значить, чутлива лише до одного з чотирьох смаків.

Рецептор солодкого смаку, що зв'язує молекулу глюкози

Рецептори, що реагують на солодкий і гіркий смак, а також «умамі», метаботропні і пов'язані з G-білками. Наприклад, у людини є понад 30 типів рецепторів гіркого смаку, але тільки один — для «умамі» і один — для солодкого. Вхідні сенсорні імпульси гіркого смаку проводяться G-білком α-гастдуціном. Рецептор умамі є метаботропним глутаматним рецептором ([[GRM4|mGluR4]]), подразнення якого викликає зменшення концентрації цАМФ. Кислий смак відчувається, коли присутність іонів H+, властива кислому середовищу, веде до частішого закривання К+-каналів і тим самим деполяризує чутливу клітину. Солоний смак обумовлений наявністю катіонів Na+, К+ тощо, оскільки вони, входячи в чутливу клітину за специфічними іонним каналам, деполяризує клітину, однак присутність аніонів також грає свою роль. Дані від чутливих клітин збирається лицьовим нервом (передні дві третини язика), язикоглотковим нервом (задня третина язика і тверде піднебіння) і блудним нервом (глотка і надгортанник), звідки вона надходить в особливий пучок у довгастому мозку. Далі вона надходить у таламус, а надалі — до відповідної області кори великих півкуль.
Раніше вважали, що солодкий і солоний смак сприймаються переважно кінчиком язика, кислий — його боками, гіркий — середньою частиною спинки язика. Проте, наявні наразі молекулярні і функційні дані показують, що всі смакові рецептори розподілені усією поверхнею язика і відрізняються лише щільністю свого розподілу. Таким чином, ніякої «карти язика» не існує, всупереч помилковим популярним уявленням.

### Інші органи чуття

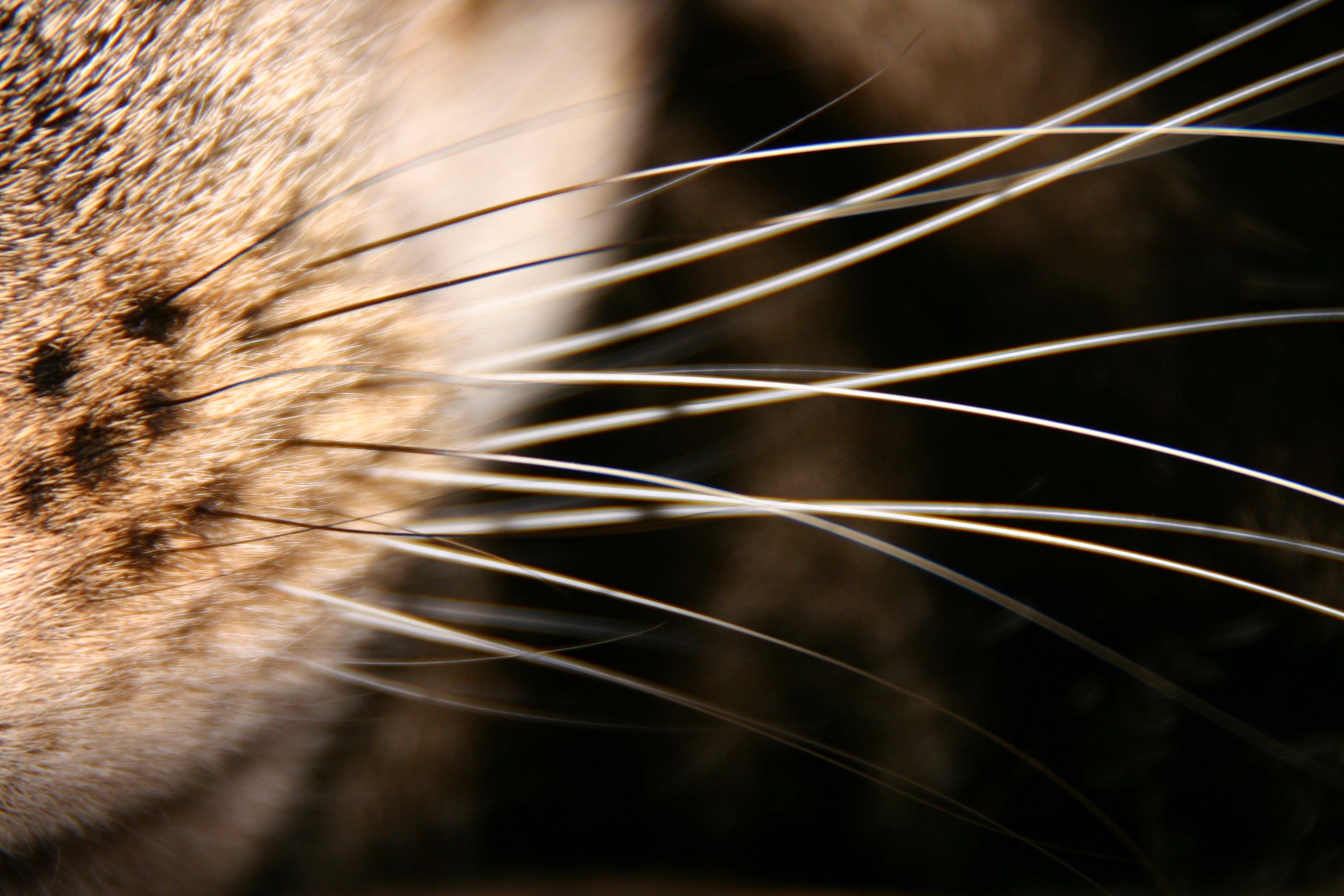
Вібриси кішки

Органи дотику ссавців представлені як вільними нервовими закінченнями, що лежать в епітелії, так і невільними нервовими закінченнями (вміщеними у капсули з нейроглії або некапсульованими); серед останніх одні лежать в епітелії, інші — у дермі. Вільні нервові закінчення виступають терморецепторами, механорецепторами і ноцицепторами (тобто відповідають за сприйняття зміни температури, механічних впливів і больових відчуттів). До інкапсульованих нервових закінчень відносять рецептори тиску (тільця Пачіні) і дотику (тільця Мейснера), тільця Руффіні, що поєднують функції рецепторів розтягування і тепла, і колби Краузе — рецептори, що реагують на холод. Некапсульовані нервові закінчення представлені тільцями Меркеля, які також належать до рецепторів дотику (на відміну від птахів, у яких вони знаходяться в дермі, у ссавців ці тільця лежать в глибоких шарах епідермісу).
Важливу дотикальну функцію у ссавців виконують численні волоски, а також вібриси: рецептори волосяних фолікулів оперативно реагують на найменше відхилення волосини від початкового положення.
Іноді у ссавців є і інші види екстероцепції. Так, у низки видів (качконіс, єхидна, гвіанський дельфін) є електрорецептори — рецептори електричного поля (найрозвиненіша електрорецепція у качкодзьоба, електрорецептори на дзьобі якого сприймають електричне поле, що породжується робочими м'язами ракоподібних, жаб, дрібної риби та іншої здобичі)). У деяких ссавців виявлено здатність сприймати магнітне поле (зокрема, в придаткових пазухах носа людини — клиноподібній пазусі і решітчастому лабіринті  — знайдено частинки залізовмісного мінералу магнетиту, що свідчить на користь того, що така здатність є й у людини); водночас певних клітин, які відіграють роль магнітоцепторів, у ссавців поки не виявлено.

## Дихальна система

Схема дихальної системи людини

Дихальна система служить для газообміну організму з навколишнім середовищем, забезпечуючи надходження кисню і виведення вуглекислого газу. У ссавців вона представлена органами дихання, легенями, і дихальними шляхами: верхніми і нижніми. У систему верхніх дихальних шляхів входять порожнина носа, носоглотка і ротоглотка, а частково — і ротова порожнина, оскільки вона теж може брати участь у диханні. Система нижніх дихальних шляхів складається з гортані (іноді її відносять до верхніх дихальних шляхів), трахеї і бронхів.
З особливостей повітропровідних шляхів варто відзначити ускладнення будови гортані. В її основі лежить перстнеподібний хрящ, передня і бічна стінки утворені щитоподібним хрящем, який є тільки у ссавців. З боків спинної сторони гортані над перстнеподібним хрящем знаходяться парні черпакуваті хрящі, а до переднього краю щитоподібного хряща прилягає надгортанник. Наявність щитоподібного хряща і надгортанника — відмітна ознака ссавців, воно не властиво іншим хребетним. Між перстнеподібним і щитоподібним хрящами розташовуються мішкуваті порожнини, звані шлуночками гортані. Між щитоподібним і черпакуватим хрящами лежать голосові зв'язки — парні складки слизової оболонки, вібрація яких дозволяє видавати різні звуки.
У ссавців добре розвинені трахея і бронхи (позалегеневі і внутрішньолегеневі). У ході ембріонального розвитку бронхи ссавців розгалужуються, утворюючи складне бронхіальне дерево. У процесі багаторазового розгалуження бронхи переходять у термінальні бронхіоли, а ті — у ще дрібніші дихальні бронхіоли. Останні лежать уже безпосередньо в легенях і переходять в альвеолярні ходи, що закінчуються альвеолярними мішечками. На стінках альвеолярних ходів і альвеолярних мішечків розташовуються альвеоли — тонкостінні бульбашки, густо обплетені капілярами; через них і відбувається газообмін. Число альвеол величезна: у хижих з їхнім активним способом життя — 300—350 млн, у малорухомих лінивців — близько 6 млн. Таким чином, завдяки наявності альвеол створюється величезна поверхня для газообміну. Поперечник альвеоли становить 25–30 мкм, це — гранично мала величина, при якій поверхневий натяг на вологих стінках альвеол не заважає розправлянню легенів. Аби діаметр альвеоли не зменшувався нижче допустимого, на них є особлива ліпідна плівка, яка б знизила поверхневий натяг — сурфактант.
Завдяки наявності альвеол, у ссавців легені пористі і не продуваються транзитним потоком повітря, а набирають повітря. Такий спосіб дихання у ссавців доведений до досконалості, саме його висока ефективність дозволяє ссавцям підтримувати високу швидкість обміну речовин, а за рахунок її — постійну температуру тіла. Легені не мають порожнин, і уникнути виникнення значних внутрішніх напружень у ході зміни обсягу легень вдається завдяки поділу легень на частки і можливості взаємного ковзання цих часток.
Поперемінна зміна обсягу легень забезпечують не тільки рухи грудної клітки, а й руху діафрагми, наявність якої — відмітна анатомічна ознака ссавців. Диханням управляє розташований у довгастому мозку дихальний центр. Підвищення в крові (а значить, й у спинномозковій рідині) зосередження вуглекислого газу, що супроводжується утворенням вугільної кислоти H2CO3, тягне зростання концентрації іонів H+; вони подразнюють нервові клітини, які і дають сигнал міжреберним м'язам посилити дихальні рухи.
Число дихальних рухів, виконуваних ссавцями за хвилину, істотно залежить від його розмірів: чим більше відношення поверхні тіла до його маси, тим частіше дихання і інтенсивніший обмін. Так, кінь робить 8–16 таких рухів, чорний ведмідь — 15–25, людина — 15–20, лисиця — 25–40, сірий пацюк — 100—150, хатня миша — близько 200. Крім того, частота дихання залежить від фізичного стану тварини у просторі (спокій, рух).
Відомо, що багато водних ссавців, наприклад, морські котики, морські леви, тюлені, китоподібні та інші здатні перебувати довго під водою. Так, тюлень Ведделла здатний перебувати на глибині 200—500 м до 20 хвилин. Існує ряд пристосувань, що дозволяють водним ссавцем довго перебувати під водою, не здійснюючи дихальних рухів. По-перше, ці ссавці дуже ефективно запасаються киснем. Так, той же тюлень Ведделла (Leptonychotes weddellii) запасає приблизно в два рази більше кисню на кілограм маси, ніж людина, причому лише 5 % запасеного кисню знаходиться в порівняно маленьких легенях цього тюленя, а 70 % кисню знаходяться в крові (у людини 36 % кисню знаходиться в легенях і 51 % — у крові). Решта 25 % кисню у тюленя Ведделла (відповідно, 13 % у людини) знаходяться в пов'язаній з білком міоглобіном формі і знаходяться в м'язах. По-друге, водні ссавці зводять до мінімуму число вироблених рухів і змінюють глибину свого занурення за рахунок зміни плавучості, а не м'язової роботи. При зануренні у воду у них знижується пульс і споживання кисню, і спеціальні регуляторні механізми направляють більшу частину крові до головного і спинного мозку, очей, наднирників і плаценти (в разі вагітних тварин). Приплив крові до м'язів сильно обмежений або зовсім відсутній. Нарешті, коли в м'язах закінчується весь кисень, пов'язаний міоглобіном, то м'язи переходять на анаеробне дихання.
Роль шкіри ссавців у газообміні незначна: через шкірні кровоносні судини надходить лише близько 1 % кисню. Це пояснюється як зроговінням епідермісу, так і тим, що загальна поверхня шкіри мізерно мала в порівнянні зі сумарною дихальною поверхнею легень.

## Кровоносна система
У ссавців добре розвинена кровоносна система, найважливіші обов'язки якої — забезпечення постачання тканин киснем і поживними речовинами, звільнення їх від продуктів розпаду, транспорт гормонів та імунних чинників. Центральним органом кровообігу служить серце, ритмічні скорочення мускулатури якого змушують кров оббігати кровоносними судинами. У ссавців серце чотирикамерне, що відрізняє їх від більшості плазунів з трикамерним серцем, але ріднить з птахами і крокодилами. Від серця ссавців відходить єдина дуга аорти — ліва (цим вони відрізняються від крокодилів з двома дугами аорти і від птахів — з єдиною, але правою). Ще одна особливість ссавців — відсутність ядер у еритроцитів, що підвищує їхню кисневу ємність.

### Серце

Принципова схема будови серця ссавців на прикладі людини

Серце ссавців складається з правого і лівого шлуночків, а також правого і лівого передсердь. Передсердя збирають надхідну до серця по венах кров і направляють її в шлуночки, а ті, скорочуючись, викидають кров у легеневі артерії. Камери серця сполучаються між собою і з магістральними судинами аортою, а з легеневим стовбуром — за допомогою отворів, забезпечених клапанами. Серце укладено у навколосерцеву сумку — перикард.

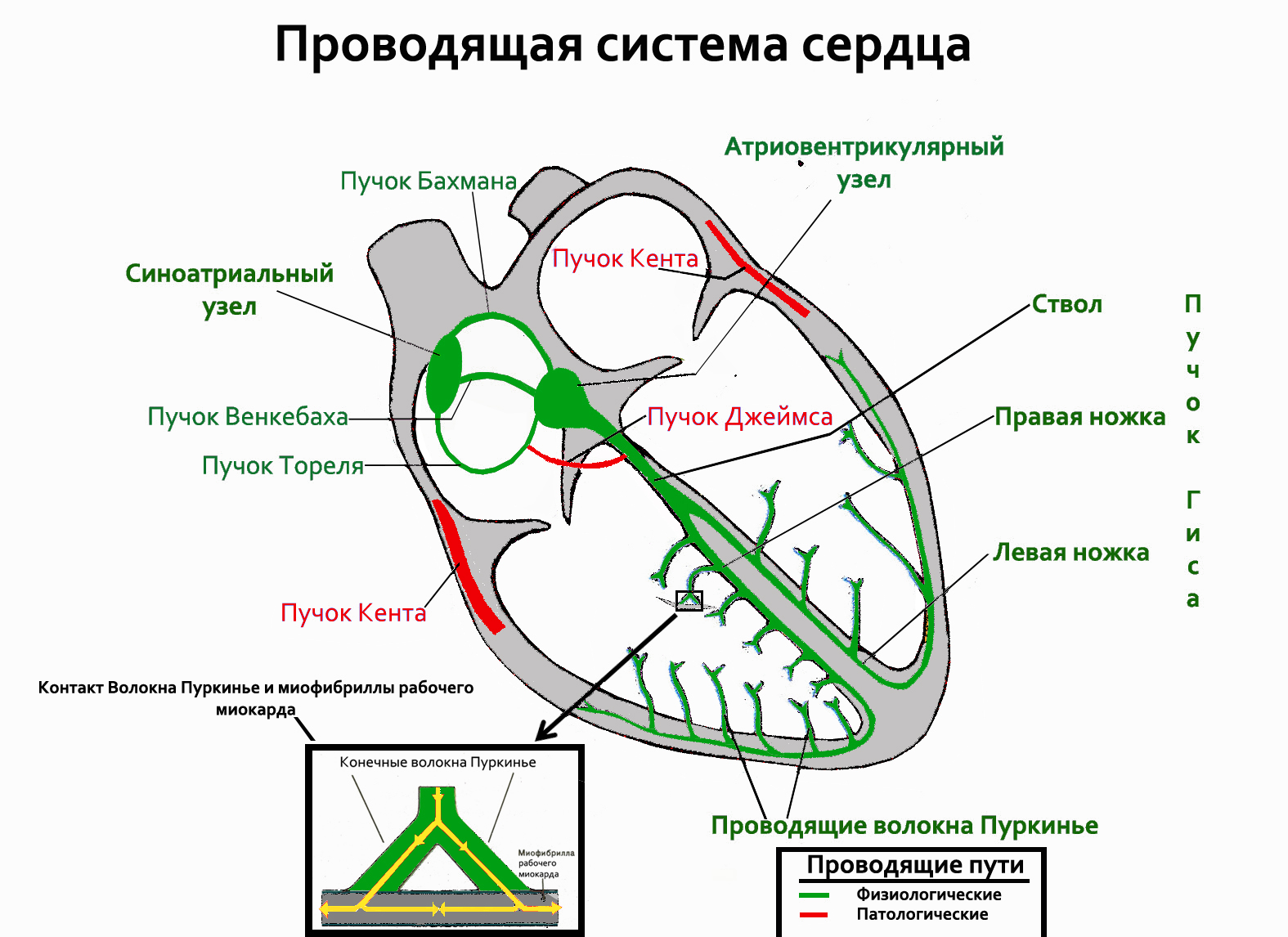
Провідна система серця

Як згадувалося вище, м'язова тканина серця, міокард, має особливу будову і є функційним синцитієм. У ній, окрім клітин здатних до скорочення — кардіоміоцитів, є клітини, що нездатні скорочуватися, але здатні до утворення електричних імпульсів і проведення їх до скорочувальних клітин. Вони утворюють т. зв. провідну систему серця. Між її складовими і кардіоміоцитами є щілинні контакти (нексуси), а між кардіоміоцитами — особливі вставні пластинки. Низький електричний опір нексусів і вставних пластинок забезпечує поширення збудження з провідної системи на кардіоміоцити і далі усім міокардом. Здатність клітин провідної системи (водіїв ритму, або пейсмейкерів) до самостійного творення збудження обумовлює автоматизм міокарда. Найважливішими складовими провідної системи є синоатріальний вузол, розташований між місцем впадання правої порожнистої вени і вушком правого передсердя, атріовентрикулярний вузол, наявний у нижній частині міжпередсердної перегородки, від якого відходить пучок Гіса, у міру наближення до верхівки серця розпадається на волокна Пуркинє.
Залежно від способу життя і співвідносного з ним рівня інтенсивності обміну речовин у різних видів ссавців відносна маса серця істотно різна. Так, серцевий індекс (вимірюване у відсотках відношення маси серця до загальної маси тіла) у кашалота і лінивця дорівнює 0,3, у африканського слона — 0,4, у сірої полівки — 0,6, а у вуханя і звичайної землерийки — 1, 4.
Середня частота скорочень серця за хвилину також збільшується зі зменшенням розмірів ссавця і підвищенням його рухової діяльності. Так, в американської мідиці вона дорівнює 780, малого бурундука — 680, хатньої миші — 600, звичайного їжака — 250, пса — 140, вівці і людини — 70–80, коня — 35–55, азійського слона — 25–50. Ця частота у водних видів значно знижується після занурення під воду (у звичайного тюленя — зі 180 до 30–60), що дозволяє ощадливіше витрачати запаси кисню в легенях і повітроносних порожнинах.

### Кровоносні судини

Схема будови кровоносної системи ссавців: 1 — голова і передні кінцівки, 2 — передня порожниста вена, 3 — легеня, 4 — задня порожниста вена, 5 — праве серце, 6 — печінка, 7 — нирки, 8 — задні кінцівки і хвіст, 9 — ліве серце, 10 — міжшлуночкова перегородка, 11 — аорта, 12 — кишечник

Права сторона серця забезпечує мале коло кровообігу (легеневе): з правого шлуночка венозна кров надходить легеневими артеріями в легені, звідки легеневими венами збагачена киснем кров іде у ліве передсердя. Ліва сторона серця забезпечує роботу великого кола кровообігу: від лівого шлуночка відходить ліва дуга аорти, через відгалуження якої артеріальна кров розноситься по всьому тілу. Потім кров, віддавши тканинам організму кисень і поживні речовини і забравши вуглекислоту і продукти обміну, через венозну систему повертається до серця — до правого передсердя, в яке впадають передня (збирає кров від голови і передніх кінцівок) і задня (від задньої частини тіла) порожнисті вени.
Порядок відгалуження головних артерій від аорти різний. У більшості видів від аорти першою відходить коротка безіменна артерія, ділиться на праву підключичну і сонні (ліву і праву) артерії, потім — ліва підключична артерія. В інших випадках ліва сонна артерія самостійно відходить від аорти (підключичні артерії постачають кров'ю передні кінцівки, а сонні — голову). Продовженням аорти служить спинна аорта, від якої відгалужуються нутрощева (йде до органів черевної порожнини), ниркові (до нирок), а її кінцевими гілками є хвостова артерія (до хвоста) і дві клубові артерії (до задніх кінцівок). В остаточному підсумку всі артерії, що відходять від аорти, розгалужуються аж до безлічі капілярів, загальна площа перетину яких майже в тисячу разів перевищує діаметр аорти.
Своєю чергою, капіляри збираються у вени. Серед великих вен відзначимо: яремну (йде від голови) і підключичні (від передніх кінцівок) вени; зливаючись, яремна і ліва підключична вени утворюють безіменну вену, яка разом з правою підключичною і правою і лівою непарними венами (йдуть від грудної порожнини) впадає в передню порожнисту вену (у більшості ссавців, утім, ліва непарна вена втрачає прямий зв'язок з порожнистою веною і — через поперечну вену — впадає в праву непарну вену); клубові (йдуть від задніх кінцівок), хвостова (від хвоста), ниркові (від нирок) і печінкові (від печінки відповідно) вени, що впадають у задню порожнисту вену. Окремо стоїть ворітна вена, що несе кров від непарних органів черевної порожнини (кишковика, шлунку, селезінки, підшлункової залози) до печінки, в капілярах якої кров звільняється від можливих токсинів. Відмітна риса ссавців — відсутність відповідного ворітного кровообігу в нирках, наявного в інших чотириногих.

### Кров і лімфа
Кров і пов'язана з нею лімфа — рідкі сполучні тканини організму ссавця. Кров складається з плазми і формених елементів: тромбоцитів, лейкоцитів і еритроцитів, які утворюються у кістковому мозку. Тромбоцити (у ссавців вони, на відміну від інших хребетних, без'ядерні кров'яні пластинки) відіграють визначальну роль у перебігу згортання крові, а також беруть участь у метаболізмі серотоніну. Лейкоцити (білі кров'яні тільця) — частина імунної системи організму. Еритроцити (червоні кров'яні тільця) містять гемоглобін, що забезпечує перенесення кисню від легенів до тканин організму.
Високому рівню метаболізму ссавців відповідає велика кількість еритроцитів в 1 мм3 крові — 8,4 млн (у плазунів — 1,0 млн, у хвостатих земноводних — 0,1 млн). Еритроцити ссавців відрізняються малим розміром, сплощено-дископодібним виглядом (у мозоленогих — овальним) і відсутністю ядер. Вигнута форма еритроцитів збільшує площу поверхні для дифузії кисню всередину еритроцита, а завдяки відсутності ядра в еритроциті міститься більше гемоглобіну, який зв'язує кисень. У еритроцитів також відсутні мітохондрії, і вони синтезують АТФ виключно за рахунок анаеробного дихання; якби еритроцити споживали кисень у ході аеробного дихання, вони б не були такими ефективними його переносниками.
Співвідношення обсягів формених елементів крові і плазми у різних видів ссавців варіює. Так, середнє значення гематокриту (виражене у відсотках відношення обсягу, займаного форменими елементами крові, до її загального обсягу) помітно вище в одних видів (людина — 42, собака — 45, кішка — 40, щур — 43, миша — 40, коала — 43, єхидна — 48 %) і нижче в інших (корова — 30, вівця і свиня — 33 %). При цьому зі збільшенням гематокриту, як правило, підвищується в'язкість крові, хоча на точну величину останньої сильно впливають й інші чинники. Істотно підвищені значення гематокриту і в'язкості крові властиві для морських ссавців: у калана гематокрит дорівнює 52,5, північного морського слона — 57, ґренландського кита — 59 і тюленя Ведделла — 63,5 %.
Лімфатична система виступає доповненням до кровоносної системи і служить посередницею в обміні речовин між кров'ю і тканинами. Лімфа за походженням — міжтканинна рідина, утворена просоченою через стінки капілярів плазмою крові і протікає лімфатичними судинами. У лімфатичній системі ссавців відсутні «лімфатичні серця» — пульсаційні ділянки судин, наявні у земноводних і плазунів, оскільки за притаманним для ссавців рухливим способом життя рух лімфи по судинах забезпечується скороченнями скелетних м'язів. Форменими елементами лімфи є лімфоцити, які можуть переходити з крові в лімфу і назад.

## Імунна система
Імунна система дозволяє організму протистояти патогенам, а також позбавляє його від власних ненормальних клітин (наприклад, пухлинних). Кожен організм має неспецифічний (вроджений) імунітет, який доповнюється специфічним (набутим) імунітетом. І неспецифічний, і специфічний імунітет має кілька рівнів захисту, проте неспецифічні імунні реакції протікають швидше специфічних.
Незважаючи на загальну схожість, навіть між такими близькими видами, як корова і вівця, миша і щур, людина та інші примати, спостерігаються відмінності на рівні імунних тканин, клітин і розчинних медіаторів. Особливо помітні відмінності на рівні сімейств генів, чиї представники відрізняються великою складністю і поліморфізмом — наприклад, генів, що кодують антитіла, Т-клітинні рецептори, головний комплекс гістосумісності, а також рецептори природних кілерів. Серед ссавців імунну систему найкраще вивчено у людини і миші.

### Вроджений імунітет
Неспецифічний імунітет є еволюційно стародавнішим і включає кілька бар'єрів (рівнів захисту) проти чужорідних агентів.
- Фізичні бар'єри. До фізичних бар'єрів, що перешкоджають проникненню хвороботворних агентів у внутрішнє середовище організму, відносять:
  - шкіру — механічний бар'єр для збудників. Окрім того, шкіра має знижений pH через потові виділення молочної і жирних кислот, що перешкоджає розвитку мікроорганізмів.
  - слизові оболонки дихальних шляхів і шлунково-кишкового тракту.
  - слиз, секрети слізних і слинних залоз[184].
- Фізіологічні бар'єри включають:
  - температуру тіла. Наприклад, збудник сибірської виразки Baccilla anthracis припиняє розмноження при температурі 41—42 °С, тому організми з більшою температурою тіла будуть резистентні до сибірки.
  - pH. Одним з таких чинників є кисле середовище шлункового соку.
  - розчинні чинники. У природній несприйнятливості беруть участь такі чинники, як лізоцим — гідролітичні фермент, що міститься у слині, здатний руйнувати Пептидоглікановий шар клітинної стінки бактерій; інтерферони — білки, створювані вірусінфікованими або активованими клітинами, однією з їхніх зобов'язань є пряме придушення розмноження вірусів; система комплемента — група сироваткових білків, які оббігають у неактивній формі, однак здатні активуватися різними імунологічними механізмами специфічного і неспецифічного характеру і в активованому стані брати участь у контрольованому ферментативному каскаді, внаслідок якого пошкоджується мембрана бактеріальних клітин або настає їхня опсонізація[185].
- Клітинні бар'єри включають:
  - природні кілери — великі гранулярні лімфоцити, позбавлені ознак Т- чи В-лімфоцитів[186], які спеціалізуються на неспецифічному захисту проти вірусів, мікобактерій, пухлинних клітин тощо. Вони закріплюються до опсонізованих поверхневих антигенів і за допомогою спеціальних агентів (перфоринів) утворюють пори у стінках клітин-мішеней, тим самим сприяючи їхньому подальшому лізису[187]. Таким чином, природні кілери знаходяться на стику вродженого і набутого імунітетів[188].
  - фагоцити: нейтрофіли, моноцити, макрофаги й еозінофіли. Макрофаги походять від моноцитів, мігруючих у тканини; деякі макрофаги зберігають мобільність (вільні макрофаги), тоді як інші обмежені деякою областю (фіксовані макрофаги). Фіксовані макрофаги знаходяться, наприклад, у клітинах Купфера печінки, клітинах Лангерганса шкіри, синусі селезінки, лімфовузлах тощо. Моноцити, що оббігають кров, і макрофаги об'єднуються поняттям система одноядерних фагоцитів. Фагоцити здатні мігрувати і проникати крізь ендотелій, після чого вони пошкоджують розташовані у тканинах мікроорганізми за допомогою лізоциму, окислювачів (наприклад, H2O2), кисневих радикалів і закис азоту (NO).

При вроджених імунних реакціях, на відміну від набутих, не відбувається збільшення чисельності спеціальних клітин, орієнтованих на захист від певного антигену, тому вроджені захисні механізми також називають неклональними.

### Набутий імунітет
Основу специфічного імунітету складають Т-лімфоцити (Т-клітини) і В-лімфоцити (В-клітини). Набутий імунітет можна поділити на клітинний і гуморальний.
Клітинно-опосередкована набута (специфічна) імунна відповідь здійснюється Т-клітинами. Вона вимагає участі спеціалізованих антигенпрезентувальних клітин, якими можуть виступати дендритні клітини, макрофаги і В-клітини. У антигенпрезентувальній клітці уривок антигену зв'язується з молекулою головного комплексу гістосумісності, і утворений комплекс виставляється на поверхню клітини, стаючи доступним для розпізнавання Т-клітинами. Після розпізнавання антигену Т-клітина починає виділяти інтерлейкін 2, який збуджує клональну експансію цих моноспецифічних Т-клітин. У ході клональної експансії Т-клітини диференціюються на Т-кілери (цитотоксичні Т-клітини), Т-помічники I типу і Т-помічники II типу. Т-кілери вбивають заражені клітини за допомогою токсичних білків, Т-помічники I типу активують макрофаги і запускають запальний процес, а Т-помічники II типу необхідні для вмикання В-клітин.
Гуморальна набута імунна реакція здійснюється В-клітинами. Активація їх починається з того, що з численними мономерами імуноглобулінів IgM і IgD, прикріпленими до поверхні В-клітин, зв'язується відповідний антиген. Однак одного утворення поверхневого комплекса антиген-антитело недостатньо; для активації необхідний другий сигнал, який може надходити або від тимусзалежного антигену (наприклад, бактеріального полісахариду), або тимусзалежного (від Т-помічників II типу). В останньому випадку В-клітина передає антиген Т-помічнику. Якщо Т-помічник розпізнає цей антиген, то він починає виділяти інтерлейкін 4, який збуджує клональну селекцію специфічних В-клітин, які, диференціюючи у плазмоцити, виробляють антитіла (імуноглобуліни, Ig) проти цього антигену. Механізм дії утворених антитіл на чужорідний агент може бути різним. Вони можуть пов'язувати поверхневі антигени вірусу і блокувати його здатність до інфікування інших клітин (нейтралізація вірусної частинки), можуть зв'язуватися з поверхневими антигенами на поверхні бактерії і залучати до неї макрофагів, запускаючи фагоцитоз (уже згадувана опсонізація). Антитіла можуть також зв'язувати антигени на поверхні бактеріальної клітини, а з антитілами зв'язується система комплементу, білок якого утворює пори в мембрані бактеріальної клітки, тим самим вбиваючи її. Виділяють 5 класів антитіл: IgG — основний клас антитіл крові; IgM — перші антитіла, що утворюються при розвитку імунної відповіді; IgA — основний клас антитіл, що містяться в молоці, слизу, сльозах, секрети дихальних шляхів і кишковика; IgD — працюють як рецептори клітинних мембран; IgE — здійснюють захист від паразитів, обумовлюють розвиток алергічних реакцій (докладніше про алергію див. нижче).
При зіткненні з антигеном утворюються також Т- і В-клітини пам'яті, які можуть при повторному зіткненні з цим антигеном швидко диференціюватися відповідно у Т-кілери або плазмоцити і почати виробляти антитіла.
Описані вище механізми представлені на ілюстраціях:

Механізм активації Т-лімфоцитів
Механізм активації В-лімфоцитів
Механізм роботи В-клітин пам'яті

### Органи імунної системи
Усі клітини крові утворюються з плюрипотентних стовбурових клітин кісткового мозку. Однак за певної миті ембріонального розвитку частина з них мігрує у тимус (вилочкова залоза) або залишаються в кістковому мозку і починають дозрівання у Т- і В-лімфоцити, відповідно (за цією функцією кістковий мозок ссавців тотожній фабрицієвій сумці птахів). У зв'язку з цим тимус і кістковий мозок називають первинними лімфоїдними органами. У них триває клітинна проліферація і диференціація . З плином дозрівання Т-лімфоцити контактують зі спеціалізованими епітеліальними клітинами, дендритними клітинами і макрофагами, що дає можливості для відбору Т-клітин, потрібних імунній системі за тієї миті. Важливу роль у дозріванні Т-клітин відіграють цитокіни та інтерлейкіни 1, 2, 6 і 7. У ході дозрівання багато лімфоцитів, особливо спрямовані на розпізнавання білків самого організму, піддаються руйнуванню. Дозрівання В-клітин також залежить від цитокінів та інтерлейкінів 1, 6, 7.
Зрілі Т- і В-лімфоцити покидають місця свого дозрівання і мігрують у вторинні лімфоїдні органи: селезінку, лімфатичні вузли, а також лімфоїдну тканину слизових оболонок (англ. mucosa-associated lymphoid tissue, MALT). Вона є скупченням лімфоїдних клітин, розташовані під слизовою шлунково-кишкового тракту, дихальних шляхів, сечовивідних шляхів, слізних залоз. Окрім того, усім тілом безладно розкидані лімфатичні клітини, іноді організовані у великі скупчення, наприклад, мигдалини або пеєрові бляшки.

### Алергія
Алергія (реакція гіперчутливості) є специфічною перебільшеною імунною відповіддю на чужорідну (зазвичай нешкідливу) речовину або антиген (антигени, що викликають алергію, називають алергенами). При першому контакті з антигеном відбувається сенсибілізація (алергізація), а за наступних контактів відбувається руйнування здорових клітин та інтактних тканин через запальні реакції. Алергія широко поширена серед ссавців, зокрема, у людини і поширених свійських тварин: котів, собак, коней. Найпоширенішими є алергічні реакції, утворені у відповідь на антиген антитілами IgE, які активно зв'язуються з огрядними клітинами. Як наслідок огрядні клітини швидко вивільняють найактивніші медіатори запалення (гістамін, лейкотрієни тощо), через що протягом декількох хвилин розвивається імунна реакція, звана анафілаксією. Через швидкість розвитку реакції цей тип алергічних реакцій отримав назву гіперчутливості негайного типу.

### Імунологічна толерантність при вагітності
При вагітності у самок евтеріїв спостерігається імунологічна толерантність до плаценти і плоду, що розвивається. Це явище можна розглядати як приклад незвичайно успішної алотрансплантації, оскільки плід і плацента генетично відрізняються від організму матері. При цьому слід мати на увазі, що при вагітності придушуються дві імунні відповіді: місцеву імунну відповідь на плаценту з боку матки і системну відповідь на клітини зародка з боку всього материнського організму. Існує безліч механізмів, що обумовлюють цей «імунологічний парадокс» вагітності. Деякі з них є плацентарних механізмами, тобто забезпечують роботу плаценти як імунологічний бар'єр між матір'ю і плодом, створюючи імунологічно привілейовану зону. Існує також гіпотеза фетоембріонічної захисної системи евтеріїв (англ. Eutherian fetoembryonic defense system (eu-FEDS)), згідно з якою розчинені в цитоплазмі й усталені у мембрані глікопротеїни, що експресуються в гаметах, пригнічують будь-яку імунну відповідь на плід або плаценту. Тим не менш, багато випадків спонтанних абортів обумовлені саме імунною відповіддю організму матері на плід. Іншим прикладом, що показує недостатність імунологічної толерантності при вагітності, є резус-конфлікт; крім того, однією з причин прееклампсії є ненормальна імунна відповідь матері на плаценту.

## Терморегуляція

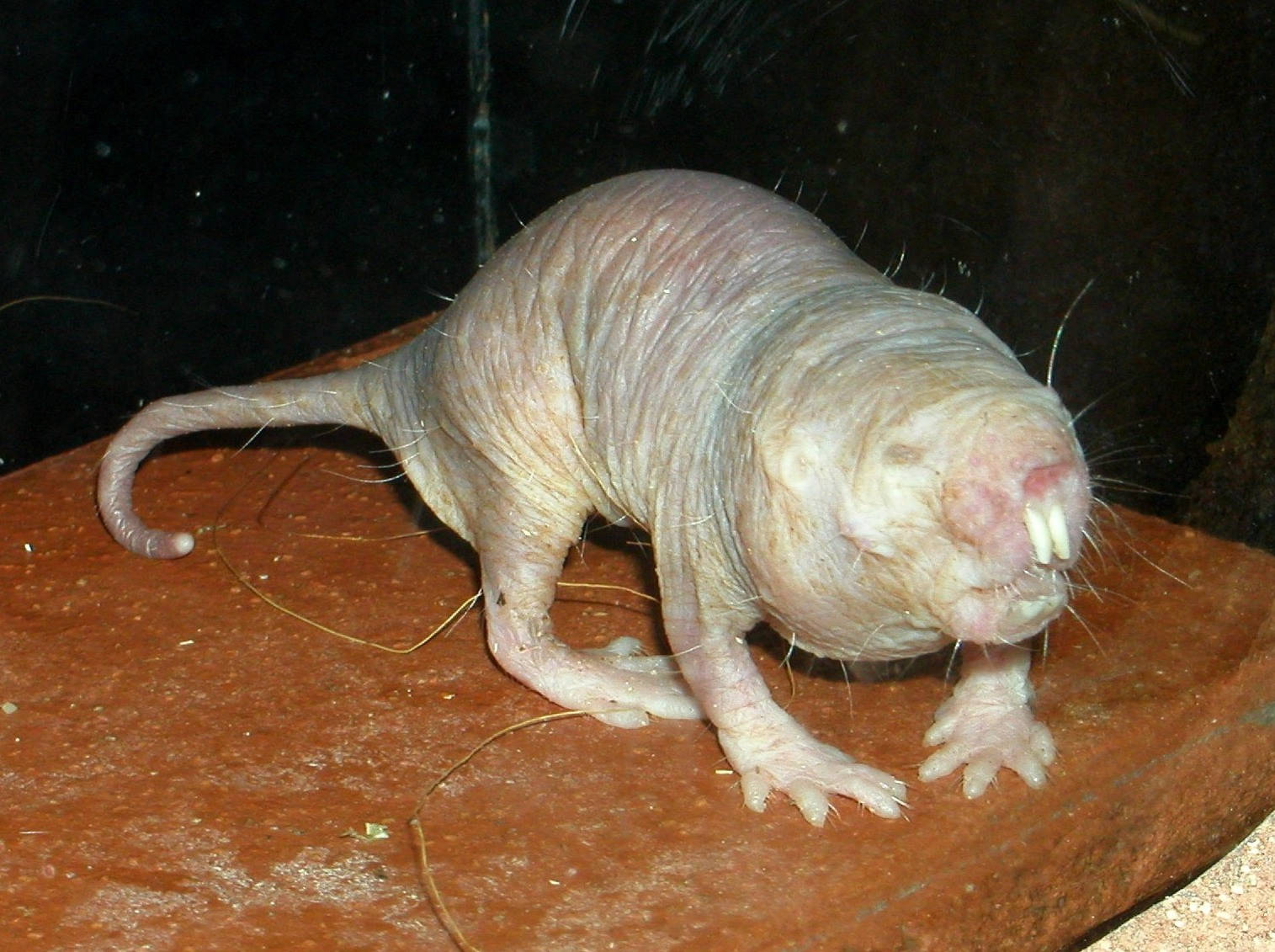
Голий землекоп — єдиний холоднокровний ссавець

Ссавців відносять до гомойотермних (теплокровних) тварин, що забезпечує певний рівень температури тіла в основному за рахунок внутрішніх фізіолого-біохімічних процесів (виняток становить пойкілотермний гризун голий землекоп). При цьому вони мають добре розвинену терморегуляцію: інтенсивність процесів, що забезпечують виділення тепла, регулюється рефлекторно. Традиційно прийнято вважати, що температура тіла у ссавців знаходиться під управлінням сигналів керувального центру терморегуляції, розташованого в гіпоталамусі. Втім, згідно з сучасними уявленнями, концепція єдиного центру терморегуляції відкидається і вважається, що температура тіла регулюється різними термоефекторними шляхами, кожен з яких має власні аферентні і еферентні гілки. Призначення системи терморегуляції — підтримання постійного значення температури тіла. В ході еволюції ссавці виробили різноманітні засоби терморегуляції, які можуть здійснюватися на рівні нервової та гуморальної регуляції і займати метаболізм, енергетичний обмін і поведінку тварини. При цьому залучення тих чи інших механізмів залежить від часу доби, сезону, статі і віку тварини. Нижче перераховано деякі з цих стратегій і механізмів.
Від зайвої втрати тепла ссавців оберігає шерстний покрив, а водні види — підшкірний шар жиру. Надлишки тепла відводяться потовиділенням. Значну роль в терморегуляції відіграє розвинена система шкірних кровоносних судин, діаметр отворів яких регулюється нервово-рефлекторним шляхом. Наявність у носовій порожнині ссавців носових раковин змушує повітря при диханні проходити вузькими носовими ходами між цими раковинами, зменшуючи втрати тепла і вологи. Серед сучасних хребетних такі раковини, крім ссавців, мають лише птахи, так що палеонтологи вважають їхню наявність остеологічним корелятом гомойотермії. Найважливішим доводом на користь того, що теплокровними були вже найближчі предки ссавців, стало виявлення виступів на внутрішній поверхні носових і верхньощелепних кісток тероцефалів і цинодонтів — свідчення наявності носових раковин й у цих просунутих терапсид.
Виділяють два способи теплоутворення: скоротливий термогенез, при якому теплоутворення обумовлено скороченнями скелетних м'язів (окремий випадок — холодова м'язове тремтіння), і нескоротливий термогенез, коли активізуються процеси клітинного метаболізму: ліполіз (зокрема, бурої жирової тканини), а також глікогеноліз і гліколіз. Рівень метаболізму у ссавців в кілька разів вище, ніж у плазунів, але не настільки високий, як у птахів, у яких вища і температура тіла.
У більшості ссавців температура тіла відносно постійна, діапазон її добових коливань становить приблизно 1–2 °C. Середні значення температури тіла складають 30 °C у однопрохідних, 36 °C у сумчастих і 38 °C у плацентарних.
Відмінність температури тіла від температури зовнішнього середовища може досягати 100 °C: у песця навіть при 60-градусному морозі температура тіла зберігає постійне значення — приблизно +39 °C. Сталість температури, однак, не властива для однопрохідних і сумчастих, а також дрібних плацентарних: у однопрохідних вона змінюється в межах від 22 до 37 °C, у сумчастого щура — від 29,3 до 37,8 °C, у тенреків — від 13 до 34 °C, у звичайної полівки — від 32 до 37 °C; у двопалих лінивців вона коливається від 24 до 33 °C. Виключно великим і винятковим для теплокровних є діапазон коливань температури тіла у лиликових кажанів: вони здатні зберігати життєздатність при зміні температури тіла в межах від −7,5 до +48,5 °C.
Хімічна терморегуляція у ряду видів ссавців встановлюється вже в перші дні після народження. У інших (зокрема, у дрібних землерийок і гризунів) це відбувається значно пізніше, так що їхні дитинчата на якийсь час виявляються пойкілотермними; вони зігріваються батьками або ж ховаються від холоду в кудлах або норах.

## Травна система
До складу травної системи ссавців входять травний тракт, що включає 4 відділи, а саме рото-глоткову порожнину, стравохід, шлунок, кишечник, та травні залози.
Травна система ссавців відрізняється значною складністю. Вона виражається загальним подовженням травного тракту, його більшим, у порівнянні з іншими групами хребетних, диференціюванням і більшою розвиненістю травних залоз.

### Порожнина ротоглотки
Ротовий отвір у ссавців обмежений властивими тільки їм м'якими рухливими губами; такі губи, втім, у однопрохідних відсутні, а у китоподібних слабо розвинені і позбавлені рухливості. Між губами і зубами розташовується присінок рота — порожнина, яка у качкодзьоба, деяких сумчастих, більшість гризунів і мавп включає защічні мішки, що служать для тимчасового зберігання і перенесення корму.
Після потрапляння в ротову порожнину їжа пережовується зубами, які є у більшості ссавців, окрім сучасних однопрохідних, вусатих китів, панґолінів і мурахоїдів. Вони знаходяться в комірках (альвеолах) щелепних кісток. Розрізняють корінь зуба, його шийку і випнуту назовні коронку. Зуби ссавців розрізнені на різці, ікла, малі та великі кутні. Різцями ссавці відкушують їжу, іклами схоплюють її та утримують (іноді — вбивають здобич), малими та великими кутняками роздрібнюють. Звичайна зміна зубів з віком, коли т. зв. молочні зуби заміщаються постійними (у сумчастих такої зміни зубів немає). У гризунів, зайцевих, вомбатів різці (а у частини видів — і корінні зуби) ростуть протягом усього життя, сточуючись нерівномірно і за рахунок цього залишаючись гострими.
Кількість зубів, їхні вигляд і розмір істотно відрізняються у різних ссавців; багато в чому це пояснюється особливостями їхнього харчування. У досить примітивних комахоїдних зуби слабо розрізнені. Для гризунів притаманні сильно розвинена єдина пара різців, що служить для зрізання або обгризання рослинності, відсутність іклів і плоска жувальна поверхня кутніх зубів, призначена для перетирання їжі. У хижих сильно розвинені ікла, пристосовані для захоплення і умертвіння здобичі; корінні зуби мають різальні вершини і плоскі жувальні виступи.
Характеристику зубної системи ссавців можна стисло записати у вигляді зубної формули, в якій вказується кількість різних зубів у половині верхньої і нижньої щелепи (в чисельнику і знаменнику дробу відповідно). Наприклад, зубна формула вовка така:
{\displaystyle I{3 \over 3}C{1 \over 1}P{4 \over 4}M{2 \over 3}\,\,,}
де {\displaystyle I} — різці (incisivi), {\displaystyle C} — ікла (canini), {\displaystyle P} — малі кутні (praemolares) и {\displaystyle M} — великі кутні (molares) зуби.
Якщо верхньотріасовий морганукодон мав 54 зуба, то сучасні види мають їхнє менше число. Найбільше число зубів серед сучасних сумчастих має намбат (Myrmecobius fasciatus): 50–52, серед нині живих плацентарних — вухата лисиця (Otocyon megalotis): 48; більшість мишачих мають 16 зубів, псові — 42, кішки — 30, вузьконосі примати — 32. Ці підрахунки не торкалися зубастих китів і броненосців, зуби яких втратили гетеродонтизм. Зуби зубастих китів мають просту конічну форму; число таких зубів зазвичай дуже велике, а найбільше значення становить у ла-платського дельфіна (Pontoporia blainvillei): від 210 до 240 зубів! Зуби ж броненосців однакової циліндричної форми, позбавлені емалі і коріння; їхня кількість (від 8 до 100) виявляється різною не тільки у різних видів, а й у різних особин одного і того ж виду.
Багато ссавців мають діастему — більший, в порівнянні зі звичайним, проміжок між зубами; він, як правило, виникає при редукції частини зубів. Діастеми такого походження є у верхній і нижній щелепі у гризунів, коней, кенгуру та інших. У жуйних діастема зберігається лише в нижній щелепі. Для хижих є властивою діастема, що виникає без редукції зубів.
При пережовуванні їжі вона змочується слиною, яка надходить протоками зі слинних залоз, що полегшує її проковтування і просування по стравоходу. Ферментативна обробка їжі здійснюється гідролітичними ферментами, що містяться у слині — насамперед α-амілазою, під дією якої складні вуглеводи (крохмаль, цукор), що містяться в їжі, розпадаються на мономери, а також ліпазою, рибонуклеазою і протеазами. Слинні залози сильно розвинені у травоїдних тварин. Корова, наприклад, виділяє на добу близько 56 літрів слини. Слина ссавців містить не тільки травні ферменти, але і бактерицидний білок лізоцим, що має виражені антисептичні властивості. Крім того, слина є основним джерелом кальцію, що надходять в емаль зубів, а її лужне середовище захищає ротову порожнину від кислих продуктів життєдіяльності мікроорганізмів. Слина деяких комахоїдних (блярина, рясоніжка велика, щілинозуб) містить вироблений підщелепною залозою токсин, здатний паралізувати їхніх жертв — дрібних гризунів. Нарешті, слина полегшує процеси жування і ковтання їжі і становить 10–20 % від кількості їжі, що надходить до травного тракту.
У переміщенні і ковтанні їжі бере участь язик, який є також органом смаку і дотику, а у людини — і провідним артикуляційним органом при вимовленні звуків членороздільної мови. З порожнини рота їжа потрапляє в глотку; при ковтанні м'яке піднебіння рефлекторно перекриває прохід в носову порожнину, а вхід у гортань блокується рухом надгортанника.

Травна система ссавця: 1 — печінка, 2 — жовчний міхур, 3 — жовчний протік, 4, 12 — товста кишка, 5 — сліпа кишка, 6 — пряма кишка, 7 — стравохід, 8 — шлунок, 9 — воротар шлунка, 10 — підшлункова залоза, 11 — тонка кишка, 13 — анальний отвір.

### Стравохід
Стравохід є тонкостінною трубкою, по якій грудка їжі потрапляє в шлунок. У більшості ссавців стравохід забезпечений гладкою мускулатурою, скорочення якої забезпечують просування їжі до шлунку. Лише у жуйних стравохід має поперечно-смугасті м'язи, за допомогою яких їжа («жуйка») відригується зі шлунка назад в ротову порожнину для додаткового пережовування.

### Шлунок
Шлунок у більшості ссавців є простим (однокамерним). У однопрохідних він має форму простого мішка і позбавлений травних залоз, а у сумчастих, даманів, комахоїдних, хижих, непарнокопитних, гризунів, приматів шлунок нагадує за виглядом реторту, причому в епітелії його стінок знаходяться залізисті клітини, що виділяють шлунковий сік.
До складу шлункового соку входить насамперед соляна кислота (HCl). Вона гідролізує жири і крохмаль, окрім того, створювана кислотою низька величина pH у шлунку сприяє знезараженню їжі і активує протеолітичні ферменти, що входять до складу шлункового соку — пепсину, що діють як ендопептидази, тобто спрямовані на розщеплення пептидних зв'язків усередині поліпептидного ланцюга. Крім пепсину, до складу шлункового соку можуть входити також ліпази. Ліпази і пепсиноген (попередники пепсину, з яких останні відщеплюються при низьких значеннях pH) секретуються головними клітинами стінки шлунка, а HCl виділяється парієтальними клітинами. Крім перерахованих вище складників, у шлунковому соку містяться слиз і бікарбонат (HCO3−), що захищають слизову оболонку шлунка від твердих складників їжі і дії власних секретів.
Однак, у деяких ссавців, особливо у тих, хто харчується грубими і важко перетравлюваними рослинними кормами, розвинувся складний (багатокамерний) шлунок, що складається з декількох відокремлених відділів. Найскладніше у морфологічному і фізіологічному плані він влаштований у жуйних, що мають чотирикамерний шлунок: у перших трьох його відділах — рубці, сітці, книжці — їжа піддається бродінню за участю симбіонтів — бактерій і найпростіших, а травні залози є лише в стінках четвертого відділу (сичуг), в якому їжа і піддається впливу шлункового соку.
Більшість інших парнокопитих мають трикамерний шлунок, тільки у свиневих шлунок простий. З харчуванням грубою рослинною їжею пов'язано наявність складного шлунка також у сирен, що мають двокамерний шлунок, і трипалих лінивців, що мають п'ятикамерний шлунок.
Дещо іншу будову має трикамерний шлунок китоподібних: їхні зуби не здатні подрібнювати їжу, а шлунок забезпечує її механічну обробку при перистальтичних рухах стінок. У позбавлених зубів мурахоїдів і панґолінів шлунок складається з двох відділів: залозистого і м'язистого. Останній і виконує завдання зубів по перетиранню їжі, причому у мурахоїдів таке перетирання забезпечують дуже тверді складки стінок цього відділу шлунка, а у панґолінів інструментом перетирання служить особлива складка, яка озброєна роговими зубами і вдається в порожнину м'язистого відділу, вистелену ороговілим епітелієм.

### Кишечник
Кишечник ссавця поділяють на тонкий і товстий. До тонкого кишечника відносять дванадцятипала кишка, порожня кишка і клубова кишка; до товстого — сліпа кишка, ободова кишка і пряма кишка.
У тонкому кишечнику їжа перетравлюється під впливом травних соків. Вони виділяються залозами стінок кишки, а також печінкою і підшлунковою залозою, протоки яких впадають у початковий відділ тонкого кишковика.
Панкреатичний сік, що виділяється підшлунковою залозою, має лужну реакцію і містить ряд ферментів, секретується клітинами підшлункової залози. До числа цих ферментів відносять:
- протеолітичні ферменти групи ендопептідаз, що вивільняються, як і пепсин, спочатку в неактивній формі — трипсин і хімотрипсин;
- карбоксипептидаза[en] — протеолітичний фермент групи ектопептідаз, що відщеплює окремі амінокислоти від кінця поліпептиду після того, як той піддався дії пепсину, трипсину і хімотрипсину;
- панкреатична α-амілаза, гідролізна 1,4 — глікозидні зв'язки в полісахаридах, під її дією крохмаль і глікоген розщеплюються до мальтози, мальтотріози і α-декстрину;
- ліпази — група ферментів, що розщеплюють жири на жирні кислоти і моногліцериди[en]. Їхня діяльність залежить від присутності коферментів — коліпаз;
- рибонуклеази і дезоксирибонуклеази, що впливають на РНК і ДНК, відповідно;
- фосфоліпаза A2[en], яка селективно розщеплює фосфоліпіди[246];
- еластази, що розщеплюють сполучну тканину їжі[247][248].

Жовч — травний секрет печінки, її основними обов'язками є полегшення всмоктування продуктів розщеплення жирів у тонкій кишці і емульгування жирів, нейтралізація кислого шлункового соку, що надходить у дванадцятипалу кишку разом з напівперетравленою їжею (хімусом), а також залучення моторики тонкого кишечника, збудження виробітку слизу і гастроінтенсинальних гормонів. До складу жовчі входять: електроліти, солі жовчних кислот, що забезпечують емульгування, холестерин, лецитин (фосфатидилхолін), диглюкуронід білірубіну, стероїдні гормони, ліки тощо. Накопичення і зберігання жовчі відбувається у жовчному міхурі, звідки вона надходить до дванадцятипалої кишки.
Через стінки тонкого кишечника основні поживні речовини всмоктуються в кров, а залишки неперетравленої їжі надходять у товсту кишку. Варто відзначити, що довголанцюгові жирні кислоти, нерозчинні у воді, всмоктуються не в кров, а у кишкову лімфу, потім ще раз проходять через печінку і, нарешті, потрапляють у велике коло кровообігу.
На межі тонкого і товстого кишковиків розташований ілеоцекальний клапан, що не дає утворюваним у товстому кишечнику каловим масам закидатися назад у тонкий кишечник. У товстому кишечнику важкоперетравлювані частки їжі піддаються зброджуванню за участю ендосимбіонтів — бактерій, грибків і найпростіших. Для видів, що годуються грубою рослинною їжею, особливо важливу роль у цих процесах грає сліпа кишка, що нерідко має червоподібний відросток — апендикс. У коали, зайцевих, бобрів, ондатри вона досягає особливо значних відносних розмірів (а даман має навіть три сліпі кишки).
Для кращого засвоєння переробленої у товстому кишечнику їжі зайцеподібні вдаються до копрофагії: поїдають свій кал і піддають його вторинному перетравленню у шлунку. Така поведінка — відмітна ознака ряду зайцеподібних; утім, копрофагія і вторинне перетравлення практикують і деякі гризуни (зокрема, бобри, хом'яки, шиншили, морські свинки, капібара).
Для більшості ссавців притаманна наявність у стінках сліпої кишки великої кількості лімфатичної тканини, що робить її важливим органом імунної системи. У людини сліпа кишка особливої ролі в травленні не грає, а у м'ясоїдних видів вона розвинена слабо або взагалі відсутня.
У ободовій кишці калові маси зневоднюються, накопичуються в прямій кишці і потім видаляються з організму через анальний отвір.
Загальна довжина кишечника у ссавців дуже сильно різниться, відповідаючи складу їхньої їжі. Зазвичай його відносна довжина значно більша у рослиноїдних видів. Так, у кажанів кишечник довший за тіло в 1,5–4 рази, у комахоїдних — в 2,5–4,2 рази, у гризунів — від 5,0 (меріонес полуденний) до 11,5 (морська свинка), у вовка — в 6,5 раз, у коня — в 12, у вівці — в 29 разів.

## Система виділення і осморегуляція
1 — корковий шар,
2 — мозковий шар,
3 — ниркова артерія,
4 — ниркова вена,
5 — сечовід,
6 — нефрони,
7 — приносна артеріола,
8 — судинний клубочок,
9 — капсула Шумлянського — Боумена,
10 — ниркові канальці і петля Генле,
11 — виносна артеріола,
12 — навколоканальцеві капіляри.
Система органів, які утворюють, накопичують і виділяють сечу, ссавців складається з пари нирок, двох сечоводів, сечового міхура і сечовипускного каналу.
Нирки ссавців, як і в інших наземних хребетних, тазові (метанефричні). Нирки здійснюють водно-сольовий обмін організму і виводять з нього токсичні залишки обміну речовин. Кінцевими продуктами білкового обміну є сечовина і сечова кислота. Сечовина утворюється в печінці з аміаку, а сечова кислота — продукт розпаду пуринів. При цьому у ссавців сечовина за змістом у сечі різко переважає над сечовою кислотою (у плазунів і птахів співвідношення зворотне).
Нирки ссавців мають бібчастий вигляд і розташовуються у поперековій області, обабіч хребта. У китоподібних і деяких хижих нирки складаються з декількох часточок. Кожна нирка складається з коркової і мозкової речовини, обидві ці області сполучаються з нирковими артеріями і венами. Сеча, що утворюється в нирці при фільтрації плазми крові, надходить у ниркову миску, звідки невеликими порціями потрапляє сечоводом у сечовий міхур, де накопичується; потім вона по сечівнику виходить назовні організму.
Паренхіма нирки представлена епітеліальними нирковими канальцями, які спільно з кровоносними капілярами утворюють нефрони. Нефрон — структурно-функційна одиниця нирки; в кожній нирці ссавця містяться тисячі нефронів (у хатньої миші — близько 5 тисяч, у людини — близько одного мільйона). Нефрон складається з ниркового тільця і видільної трубочки; своєю чергою, до складу ниркового тільця входять судинний клубочок з мережею капілярів і околишня його двошарова капсула Шумлянського — Боумена. Під тиском крові деяка кількість плазми потрапляє з капілярів у простір капсули; утворений фільтрат називається первинною сечею, яка відрізняється від плазми крові відсутністю клітин крові, а також малою кількістю білків-аніонів. У нефрона вона піддається подальшій фільтрації і рухається відділами видільної трубочки — проксимальним канальцем, петлею Генле і дистальним звивистим канальцем. Нефрон відкривається у збірну трубочку; по ній сеча виходить з нефрона, а потім, зрештою, переходить у ниркову миску.

Реабсорбція в петлі Генле

У проксимальному канальці відбувається реабсорбція іонів натрію, калію, хлору, гідрокарбонат-іона, води, повне всмоктування глюкози, білків, вітамінів, амінокислот. Клітини епітелію видільної трубочки виділяють у фільтрат іони амонію і водню, регулюючи тим самим pH організму; внаслідок азот знаходиться у сечі ссавців не тільки у вигляді сечовини, але й у вигляді іонів амонію. У низхідній частині петлі Генле вода реабсорбується через особливі канали, утворені білком аквапоринів, однак каналів для іонів та інших речовин тут майже немає. У висхідній частині відбувається реабсорбція NaCl. Дистальний звивистий каналець грає ключову роль у регуляції скупчення іонів в організмі за рахунок зміни кількості секретуємих у сечу іонів К+ і реабсорбіруемих NaCl. Нарешті, в збиральній трубочці відбувається всмоктування води, опосередковане аквапоринами.
Кількість реабсорбованої води можна змінювати, зменшуючи або збільшуючи число аквапоринів, і тим самим змінювати осмолярність сечі і її кількість. Осмолярність сечі також можна регулювати, змінюючи осмолярність тканинної рідини і тим самим змінюючи параметри реабсорбції іонів. Ці механізми дають можливість отримувати концентровану сечу в умовах нестачі вологи і розбавлену при надлишку води. Взагалі, кількість сечі та її осмолярність знаходяться під контролем ряду гормонів, зокрема, вазопресину, ренін-ангіотензин-альдостеронової системи і передсердного натрійуретичного пептиду.
Серед хребетних здатність транспортувати солі крізь стінки ниркового канальця мають тільки ссавці і птиці. В останніх ця здатність виражена слабше, і осмотичний тиск їхньої сечі може перевищувати такий показник для плазми крові лише вдвічі, а у ссавців — у 25 разів.
Виділяють три типи нефронів: суперфіційні, розташовані поверхневі у корі і мають коротку петлю Генле (приблизно 15 % усіх нефронів); інтракортикальні, які відіграють основну роль в ультрафільтрації сечі (70 %); юкстамедулярні, виконують основну роль у процесах концентрування і розведення сечі (15 %). Довжина петлі Генле у юкстамедулярних нефронів значною мірою визначається умовами проживання того чи іншого виду. Так, у нефронів ссавців, що живуть у посушливих краях, петля Генле довга, глибоко йде в мозкову речовину нирки. Довга петля Генле підтримує високий осмотичний градієнт в нирках, наслідок чого утворюється гіперосмотична сеча. Навпаки, у нефронів водних ссавців, що не мають проблем з дегідратацією, петля Генле значно коротша, що обмежує їхні можливості з концентрування сечі. Наземні ссавці, які населяють помірно вологі області, мають нефрони зі середньою довжиною петлі Генле, і вони можуть виділяти сечу проміжного ступеня концентрування. Таким чином, наявність у ссавців юкстамедулярних нефронів можна вважати пристосуванням до наземного способу життя.
Крім нирок, певну роль у виділенні грають потові залози і легені, а також печінка. Найважливіше завдання останньої — утворення сечовини з надлишку амінокислот. Окрім того, у складі жовчі печінка виводить жовчні пігменти, які утворюються при руйнуванні гемоглобіну старих еритроцитів. Ці пігменти виходять з організму у складі калу, надаючи йому своєрідний колір.

## Ендокринна система

Ендокринні залози псів: 1 — епіфіз (шишкоподібне тіло), 2 — гіпофіз, 3 — паращитоподібні залози, 4 — наднирники, 5 — щитоподібна залоза, 6 — підшлункова залоза, 7 — яєчники, 8 — сім'яники.

Ендокринну систему складають залози внутрішньої секреції, що регулюють роботу різних органів тіла. Ці залози не мають вивідних проток і виділяють вироблювані ними гормони безпосередньо в кров (рідше — в лімфу). У ссавців ендокринна система принципово схожа з подібними системами інших хребетних, відрізняючись не тільки складом або числом гормонів, скільки посиленням їхньої активності і спеціалізації.
Тим не менш, деякі гормони у ссавців мають іншу дію, ніж у інших хребетних. Так, меланоцитстимулювальний гормон (МСГ) у земноводних, риб і плазунів регулює колір шкіри, контролюючи розподіл пігменту в клітинах шкіри, які називаються меланоцитами. У ссавців МСГ не тільки впливає на розподіл пігменту у шкірі, але діє на обмін речовин і відповідає за відчуття голоду. Іншим прикладом може служити пролактин, який у прісноводних риб регулює водно-сольовий обмін, у земноводних гальмує метаморфоз, у птахів регулює метаболізм жирів і репродуктивні функції, а у ссавців сприяє зростанню молочних залоз і утворенню молока.
До числа найважливіших ендокринних залоз відносять:
- Гіпоталамус — центральна структура регуляції ендокринних функцій. Його нейрони синтезують і секретують особливі регуляторні пептиди — нейрогормони, транспортовані до структур мозку, ліквора або гіпофізу. Ці нейрогормони можуть переважно діяти на вісцеральні органи (окситоцин, вазопресин), на функції нервової системи (ендорфін, енкефалін, нейротензин, вазопресин, ангіотензин[en] тощо), або ж на залізисті клітини аденогіпофіза (рилізинг-гормони[en]: ліберіни — підсилюють секрецію, статини — пригнічують)[277].
- Гіпофіз — має три відділи, задній з яких, нейрогіпофіз, секретує вазопресин і окситоцин (перший в основному регулює водно-сольовий обмін, другий — скорочення гладеньких м'язів при пологах, лактації), а передній, аденогіпофіз, виділяє кілька гормонів, причому дії його залізистих клітин знаходяться під контролем гіпоталамуса, які здійснюються через вищезгадані нейрогормони. В аденогіпофізі розрізняють п'ять груп хромафільних клітин, що виробляють такі гормони: соматотропін (або гормон росту), пролактин, тиреотропін, гонадотропіни (фолікулостимулювальний і лютеїнізувальний), тиреотропин (або адренокортикотропний гормон). Кортикотропін, гонадотропіни та тиреотропин регулюють відповідно кору наднирників, статеві залози і щитоподібну залозу, а соматотропин і пролактин діють на різні тканини-мішені[278].
- Епіфіз. Вироблюваний їм гормон мелатонін бере участь у регуляції циркадних ритмів[279].
- Щитоподібна залоза. Найважливіший з її гормонів, тироксин, регулює розвиток організму і обмін речовин, інший гормон, кальцитонін, бере участь у кальцієвому обміні[en], а саме знижує рівень кальцію в крові[280].
- Паращитоподібні залози. Вироблюваний ними паратгормон, передусім, регулює кальцієвий обмін і є антагоністом кальцитоніну[281].
- Наднирники. Їхню мозкову речовину відповідає за вироблення катехоламінів — адреналіну і норадреналіну, що впливають на кровообіг, вуглеводний обмін[en] і роботу нервової системи. У кірковому шарі надниркових залоз синтезуються стероїдні гормони: мінералокортикоїд альдостерон регулює водно-сольовий обмін, глюкокортикоїди мають широкий спектр дії на метаболізм і статеві стероїди[282].

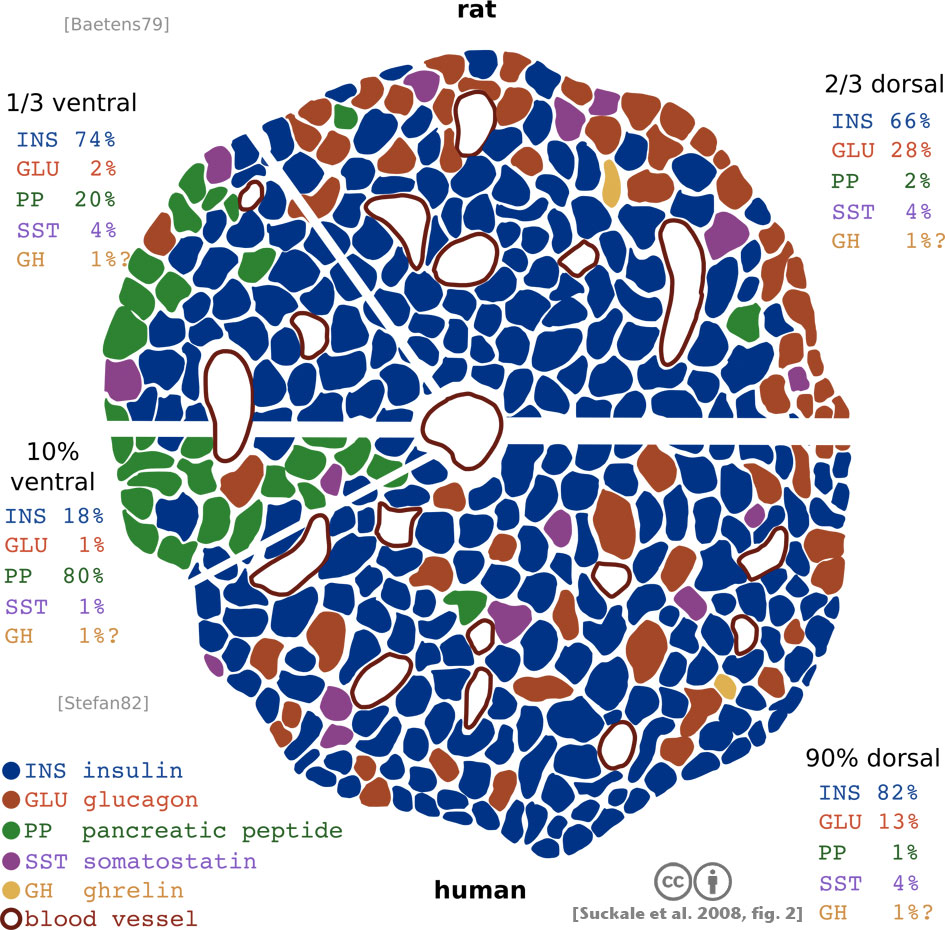
Схема, що ілюструє структурні відмінності між острівцями Лангерганса щура (зверху) і людини (знизу). Різні типи клітин пофарбовані в різні кольори. В острівцях щура, на відміну від острівців людини, внутрішня (кіркова) частина має своєрідний склад, представлений виключно β-клітинами, а клітини інших типів відтиснені до периферії.

Деякі органи виконують одночасно кілька важливих ендокринних і неендокринних завдань. Так, підшлункова залоза, що виділяє травні ферменти, секретує також і низку гормонів. Таку секрецію здійснюють острівці Лангерганса — скупчення клітин декількох типів, які виділяють наступні гормони (беруть участь, перш за все, у регуляції вуглеводного обміну): інсулін (β-клітини), глюкагон (α-клітини), соматостатин (δ-клітини), панкреатичний поліпептид (PP-клітини), грелін (ε-клітини). При цьому співвідношенні клітинних складових острівців Лангерганса різна у різних видів ссавців. Так, у гризунів майже вся центральна частина острівця зайнята β-клітинами, а інші клітини відтиснені до периферії; у людини ж α- і β-клітини рівномірно розташовуються по всьому острівцю. Печінка, що виділяє жовч, теж секретує ряд гормонів: ангіотензин, тромбопоетин, гепсидин, бетатрофін, а також інсуліноподібний фактор росту 1.
Статеві залози — сім'яники і яєчники — також поєднують ендокринні та неендокринні функції: в них виробляються гамети — сперматозоїди і яйцеклітини, а також утворюються статеві гормони, найважливішими з яких є тестостерон і естроген відповідно. Інший важливий жіночий гормон, необхідний для овуляції — прогестерон, який виділяється в основному клітинами жовтого тіла.
У ссавців безліч гормонів утворюється в органах і тканинах, що не належать до ендокринних залоз, але містять ендокринні клітини. До числа таких органів і тканин відносять такі:
- Шлунково-кишковий тракт. Клітини слизової оболонки шлунка і дванадцятипалої кишки секретують безліч пептидів, які спричиняють переважно місцеву дію[288]. Серед таких інтестинальних гормонів: гастрин, що виробляється шлунком та який стимулює секрецію пепсину і активує моторику шлунку; холецистокінін, який секретується переважно в дванадцятипалій кишці та активує травлення в тонкій кишці[289]; грелін, що виробляється парієтальними клітинами шлунка і підсилює апетит[288], й інші.
- Плацента. Крім забезпечення харчування і виведення метаболітів від плоду, вона також виділяє ряд гормонів — перш за все хоріонічний гонадотропін, що гальмує розвиток фолікулів в яєчниках матері і підтримує синтез прогестерону й естрогену в жовтому тілі доти, поки плацента не буде здатна сама синтезувати їхню достатню кількість. Окрім хоріонічного гонадотропіну, естрогену і прогестерону плацента синтезує кортикотропін-рилізинг-гормон (кортиколіберин), плацентарний лактоген[en] і проопіомеланокортин[290].
- Тимус (вилочкова залоза). Забезпечує продукцію специфічних Т-лімфоцитів і виділяє також гормони групи тимозинів[en] і тимопоетин, які керують процесом дозрівання T-лімфоцитів[291], а також регулюють процеси синтезу клітинних рецепторів до гормонів і нейромедіаторів, стимулюють руйнування ацетилхоліну в нервово-м'язових синапсах[en] і беруть участь у регуляції інших процесів, важливих для всього організму[292].
- Нирки. Деякі їхні клітини секретують гормони кальцитріол (третій кальційрегулювальний гормон), ренін (початкова ланка ренін-ангіотензин-альдостеронової системи) і еритропоетин[292] (стимулює утворення еритроцитів у червоному кістковому мозку (еритропоез)[293]).
- Серце. Кардіоміоцити серця виділяють передсердний натрійуретичний пептид — потужний вазодилататор і антагоніст-ангіотензин-альдостеронової системи[294]. У передсердях в малих кількостях утворюються також соматостатин і ангіотензин-II[288].
- Жирова тканина. Її клітини, адипоцити, секретують гормон лептин, що пригнічує апетит і виступає тим самим антагоністом греліну[288].

Гормони ссавців представлені різними класами органічних сполук. Серед них є пептиди (окситоцин, вазопресин, адренокортикотропний гормон, паратгормон, кальцитонін), білки (гормон росту, пролактин, інсулін, глюкагон), глікопротеїни (фолікулостимулювальний гормон, лютеїнізувальний гормон, тиреотропний гормон), похідні амінокислот (трийодтиронін, тироксин, адреналін, норадреналін, мелатонін) і стероїди (глюкокортикоїди, мінералокортикоїди, андрогени, естрогени, прогестерон).

## Репродуктивна система

### Статеві органи

Статева система самця кролика

Статеві залози самців ссавців, сім'яники, мають своєрідну овальну форму. В однопрохідних, неповнозубих, броненосців, хоботних і китоподібних вони протягом усього життя тварини залишаються в порожнині тіла, але у більшості інших ссавців згодом насінники опускаються в розташований зовні шкірястий мішечок — мошонку. Через сім'явивідні протоки та парний сім'япровід вироблені сім'яниками сперматозоїди надходять у сечівник, розташований у самця на нижній частині пеніса. До цієї протоки свій рідкий секрет виділяють передміхурова залоза і куперові залози. Внаслідок утворюється сперма. Під час статевого акту вона потрапляє у вагіну (у однопрохідних — у клоаку) самки.

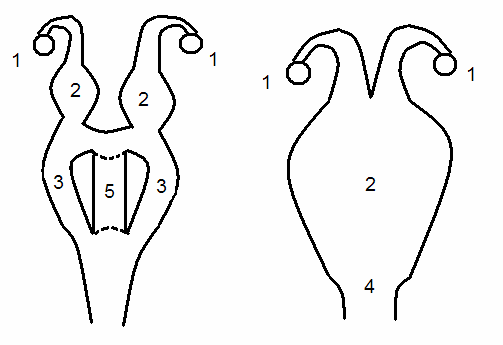
Статева система самок сумчастих (ліворуч) і евтериїв (праворуч). 1 — яєчник, 2 — матка, 3 — бічна вагіна, 4 — вагіна, 5 — родові шляхи

Наявні в пенісі печеристі тіла при статевому збудженні наповнюються кров'ю, завдяки чому він стає пружним і збільшується в об'ємі. Додаткову міцність пеніса надає наявна у низки ссавців (сумчасті, китоподібні, хижі, деякі кажани, гризуни і примати) в кінцевій його частині непарна кістка — бакулюм. У сумчастих пеніс часто буває роздвоєний відповідно до наявності двох вагін у самок.
Статеві залози самиць ссавців, яєчники, завжди лежать у порожнині тіла; туди ж своїми воронками відкриваються парні яйцепроводи. Дозріла яйцеклітина (у однопрохідних вона досить велика: 2,5—4,0 мм, а у сумчастих і плацентарних мікроскопічно мала: 0,2—0,4 и 0,05—0,2 мм відповідно) під час овуляції через порожнину тіла потрапляє у фаллопієву трубу — верхній звитий відділ яйцепроводу. У фаллопієвій трубі (у звичайного тенрека — в яєчнику) і відбувається запліднення; утворена зигота тут же починає дробитися і пересувається в матку, де і відбувається розвиток ембріона.

### Репродуктивні цикли самок

#### Оваріальний цикл

Зміни рівнів гормонів і гістологічних особливостей ендометрію матки в ході менструального циклу

Якщо у самців ссавців гамети утворюються постійно після настання статевого дозрівання, то у самок гамети дозрівають циклічно, і разом з ними циклічно змінюються рівні жіночих статевих гормонів, а також відбуваються деякі циклічні зміни в жіночих репродуктивних органах. Циклічний послідовний ряд фізіологічних процесів дозрівання яйцеклітини і фолікула отримав назву оваріального, або яєчникового, циклу.

#### Менструальний цикл
Менструальним, або маточним, циклом називають циклічні зміни ендометрія матки у відповідь на циклічну секрецію жіночих статевих стероїдів. Менструальний цикл притаманний і людині, а також деяким приматам. Менструальний цикл включає три фази: менструальну, проліферативну і секреторну.
Менструальна фаза проявляється кровотечею з порожнини матки внаслідок відторгнення шару ендометрію, яка відбувається наприкінці оваріального циклу, якщо не було запліднення яйцеклітини. Проліферативна фаза збігається з фолікулярною і овуляторною фазами оваріального циклу. За цієї фази під дією естрогенів відбувається клітинна проліферація тканин органів жіночої статевої системи, зміни, що відбуваються у ході неї, спрямовані на полегшення можливого в майбутньому руху сперматозоїдів до яйцеклітини; крім того, збільшується кількість рецепторів до прогестерону. Секреторна фаза починається безпосередньо після овуляції, коли зростає рівень прогестерону в крові за рахунок виділення цього гормону жовтим тілом. Прогестерон і естрадіол жовтого тіла регулюють розвиток слизової оболонки і кровоносних судин в ендометрії, а також підсилюють секрецію слизу і синтез речовин, необхідних для підтримки метаболізму заплідненої яйцеклітини, і сприяють її впровадження в оболонку матки. Якщо запліднення не відбувається, то через лютеоліз рівень прогестерону і естрадіолу падає, тонус гладких м'язів артерій ендометрія збільшується, що викликає його ішемію, некроз і менструальну кровотечу.
У ссавців, що мають менструальний цикл, самиці здатні до статевої поведінки за будь-якої миті циклу. Однак згодом (у людини — у віці 46–54 років, після приблизно 500 циклів) в них настає припинення менструацій — менопауза. При менопаузі яєчники стають нечутливими до фолітропіна і лютеотропіна.

#### Естральний цикл
Більша частина самиць ссавців, проте, менструального циклу не мають, хоча перед овуляцією ендометрій у них також потовщується. У самок цих ссавців під час відсутності запліднення відбувається тільки реабсорбція ендометрія і відсутня маткова кровотеча. Вони не мають менопаузи, крім того, вони здатні до прояву статевої активності і до спаровування не за будь-якої миті циклу, як у самок, що мають менструальний цикл, а лише у визначений період, званий еструсом, або тічкою. Зміни в ендометрії і в цьому випадку відбувається циклічно: має місце естральний цикл.
Тривалість і частота естрального циклу у різних ссавців істотно розрізняються. Виділяють моноестральні види, для яких властивий лише один естральний циклу протягом року, і поліестральні види, які мають протягом року кілька естральних циклів. До моноестральних видів відносяться однопрохідні, частина сумчастих, кроти, багато хижих (ведмеді, вовки, лисиці тощо), деякі гризуни (бобри, бабаки), козулі. У них еструс зазвичай приурочений до певної пори року, а більшу частину року становить анеструс — час, коли самиця до спаровування нездатна.
До поліестральних видів відносяться багато гризунів і копитних, леви, гієни тощо. Тривалість естрального циклу у таких ссавців зазвичай зменшується зі зменшенням розмірів тварини: так, в африканських слонів цикл триває 16 тижнів, у щурів — 5 днів, у сирійського хом'яка — всього 4 дні. У корів тривалість естрального циклу становить у середньому 21 день і тривалість тічки становить 18–24 години, а в коней вона же триває 4–7 днів при довгості естрального циклу 19–25 днів.
Естральний цикл включає 4 фази: проеструс, еструс, метеструс, діеструс. Під час проеструса починається ріст одного або декількох фолікулів, посилюється секреція естрогенів, відбувається потовщення ендометрія. Фазу еструса означують найвищий рівень секреції естрогенів і підвищена сексуальна сприйнятливість самки, нерідко виявлювана в активному пошуку зближення із самцем. Зазвичай еструс супроводжується овуляцією, хоча у деяких комахоїдних, хижих, гризунів і більшості зайцеподібних овуляція відбувається тільки після спарювання. Якщо запліднення і подальша імплантація зародка не відбулися, збудження змінюється гальмуванням: настає фаза метеструса, під час якої секреція естрогенів падає, а секреція прогестерону, навпаки, досягає піку. Останній фазі циклу — діеструсові — відповідає низький рівень секреції усіх гормонів, що виробляються яєчниками. У поліестральних видів відносно короткий діеструс змінюється новим проеструсом, а в моноестральних видів настає тривалий анеструс.
Співвідношення між тривалістю фаз естрального циклу видоспецифічні. Так, у сірого пацюка проеструс і еструс тривають по 12 годин, метеструса — 21 годин, діеструс — 57 годин; у свійської свині відповідно — 3, 2–3, 3 й 11–13 днів.

### Визначення статі

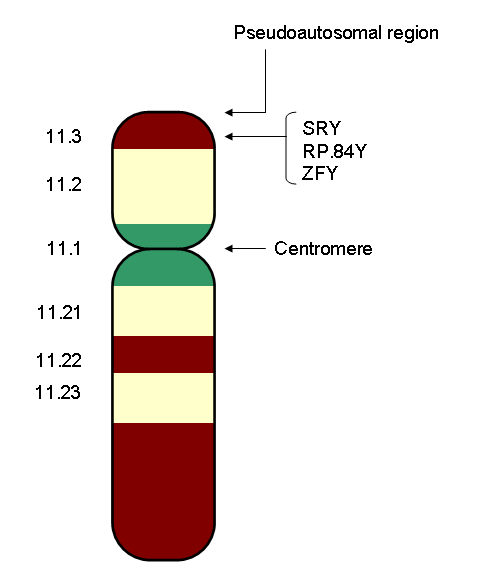
Y-хромосома людини

Ссавцям притаманний гетерогаметний спосіб визначення статі: є диморфні статеві хромосоми X і Y, причому геном самців містить і хромосому X, і хромосому Y, тоді як геном самиць — дві хромосоми X. У плацентарних ссавців стать визначається геном SRY на дистальній ділянці короткого плеча Y-хромосоми; цей ген проявляє короткочасну діяльність в онтогенезі, зачинаючи роботу сім'яної залози. Якщо цього гена немає або роботу його придушити, то гонада розвивається в яєчник, секретуючий гормони, які надалі визначають жіночий тип розвитку організму.
Різко різниться спосіб визначення статі у качкодзьоба: в нього стать задається не однією, а п'ятьма парами статевих хромосом (самець має набір хромосом XYXYXYXYXY, а самиця — XXXXXXXXXX).
У 1990-х рр. виявлено особливості визначення статі у деяких гризунів. В одного з видів сліпачків обидві статі мають набір статевих хромосом XO, в іншого виду — XX, а у третього з вивчених видів механізм визначення статі — звичайний ссавцевий. У рюкюських колючих мишей також відсутня Y-хромосомою, а значить, і ген SRY.

### Виношування плоду
Матка є нижнім розширеним відділом яйцепроводу. В однопрохідних і сумчастих матки повністю розділені. У плацентарних розрізняють:
- подвійну матку: кожна матка відкривається в вагіну самостійним отвором (багато гризунів, трубкозубі, дамани, хоботні);
- двохроздільну матку: обидві матки зрослися кінцями і мають загальний вивідний отвір (низка гризунів, деякі хижі і копитні);
- дворогу матку: матки зрослися на половину довжини (комахоїдні, низка рукокрилих, хижих, копитних, китоподібних і нижчі примати);
- просту матку: матки повністю злилися в єдину матку (неповнозубі, деякі кажани, вищі примати).

У однопрохідних плацента не утворюється, а вагітність триває 14 діб у качкодзьоба і від 16 до 27 днів у єхиднових і завершується відкладанням яєць розміром 1–2 см в ороговілій шкаралупі, що містять більш ніж наполовину розвинений ембріон. Потім самка качкодзьоба висиджує яйця в кублі протягом 9–10 діб, а самка єхидни виношує їх 10–11 днів у шкірястій сумці. Вилуплене дитинча залишається у сумці ще досить довго.

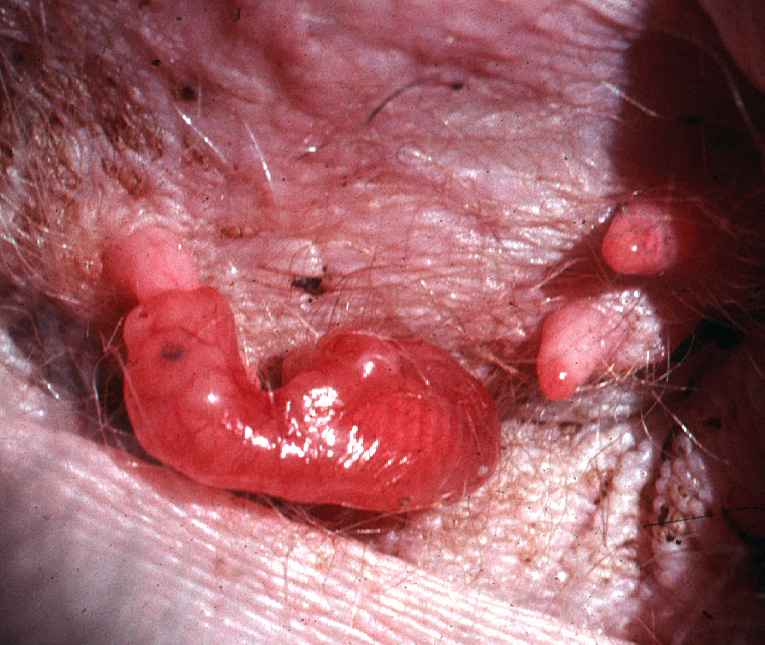
Новонароджене дитинча кенгуру, що причепилося до соска

У сумчастих під час вагітності вже виникає плацента — специфічний орган зв'язку плода і материнського організму, що утворюється шляхом зрощення зовнішньої оболонки зародка (хоріона) і розпушеного епітелію матки. Цей орган забезпечує постачання зародка киснем і живильними речовинами та виведення вуглекислоти і продуктів обміну. Однак плацента сумчастих примітивна — хоріовітелінова, що зв'язує зародок і організм матері через кровоносні судини жовткового мішка (у бандикутів плацента — хоріоалантоїсна, тобто забезпечує зв'язок зародка з організмом матері через кровоносні судини алантоїса, але позбавлена ворсинок, притаманних для плацентарних). Внаслідок період внутрішньоутробного життя у сумчастих короткий, складаючи від 8 до 42 днів (у опосумів — 12–13, коали — 30–35, гігантського кенгуру — близько 36 днів), а дитинча народжується сильно недоношеним (розміри дитинчати двометрового гігантського кенгуру не перевищують 25 мм, а важить він менше 1 г). Після народження дитинча настільки слабкий, що тижнями висить, приліпившись до соска, і не в змозі навіть смоктати; мати сама періодично впорскує, скорочуючи м'язи молочного поля, молоко йому в рот.

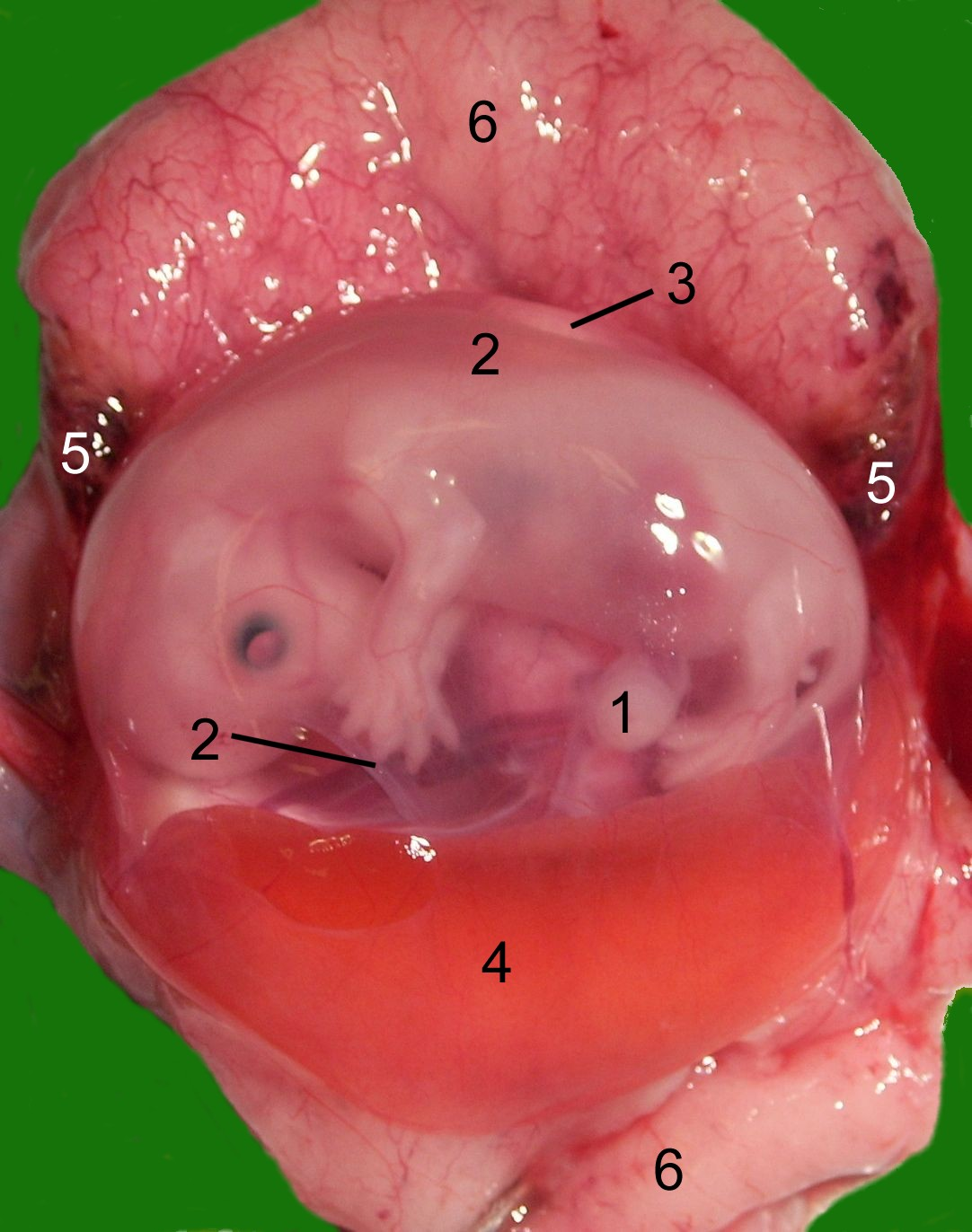
Будова матки кішки із зародком під час вагітності: 1 — пуповина, 2 — амніон, 3 — алантоїс, 4 — жовтковий мішок, 5 — розвивана гематома, 6 — материнська частина плаценти

Набагато досконаліший пристрій хоріоалантоїсної плаценти є у плацентарних. Їхній ембріон має винятковий зовнішній шар — трофобласт, який утворює численні ворсинки хоріона, що глибоко проростають в епітелій матки. При цьому клітини трофобласта створюють між материнською і ембріональною тканинами активний бар'єр, що перешкоджає відторгненню плода через несумісність тканин; це робить можливим істотне продовження часу внутрішньоутробного розвитку, протягом якого плід надійно захищений від несприятливих умов зовнішнього середовища.
Строк виношування плоду і ступінь розвитку новонароджених у різних видів плацентарних залежать від розмірів тварини: у сирійського хом'яка вона становить 16 днів, а у слонів — майже два роки (в індійського слона 623—729 днів, у саванного — 640—673 днів).
Проте, ще сильніше строки вагітності залежать від умов життя дитинчат після пологів, і в цьому плані говорять про імматуронатні (незрілонароджувані) і матуронатні (зрілонароджувані) звірі. До першої групи відносять насамперед тварин, що мають добре влаштовані притулку. У них вагітність коротша, а новонароджені з'являються на світ безпорадними, сліпими, часто голими; так, у хатньої миші вагітність триває 19 днів, у кролиці — 28–32, вивірки — 35–40, лисиці — 49–58, кішки — 58–65, вовчиці — 60–68. Звірі ж, що не мають таких притулків, зазвичай належать до другої групи: їхня вагітність триває довше, а дитинчата народжуються зрячими, покритими шерстю і здатними до пересування; такими є, наприклад, дитинчата зайця-біляка і нутрії (у цих видів вагітність триває відповідно 49–51 і 128—133 дні). Особливо тривала вагітність у тварин, чиї дитинчата здатні вже через кілька годин після народження слідувати за матір'ю (копитні, китоподібні): свиня — 112—115 днів, лось — 240—250, корова — 279—292, кобила — 330—342, синій кит — 330—360, жираф — 420—450.
До значного подовження реченця вагітності призводить ембріональна діапауза (затримка імплантації ембріона до стінки матки). Її виявлено майже у ста видів, що належать до 7 рядів ссавців (в основному — до хижих і дворізцевих). У канадської видри через затримку імплантації строк виношування плоду зростає до 10–12 місяців (тим часом як у звичайної видри вагітність триває у середньому 63 дні). В американської норки імплантація затримується на строк від 8 до 45 днів, внаслідок чого тривалість вагітності варіює від 40 до 75 днів. У борсука затримка імплантації, що досягає 10 місяців, дозволяє незалежно від часу спарювання приурочити імплантацію до місяця лютого, а народження дитинчат — до кінця березня або початком квітня. Незважаючи на настільки тривалу вагітність, усі згадані види — незрілонароджувані.

## Статевий диморфізм

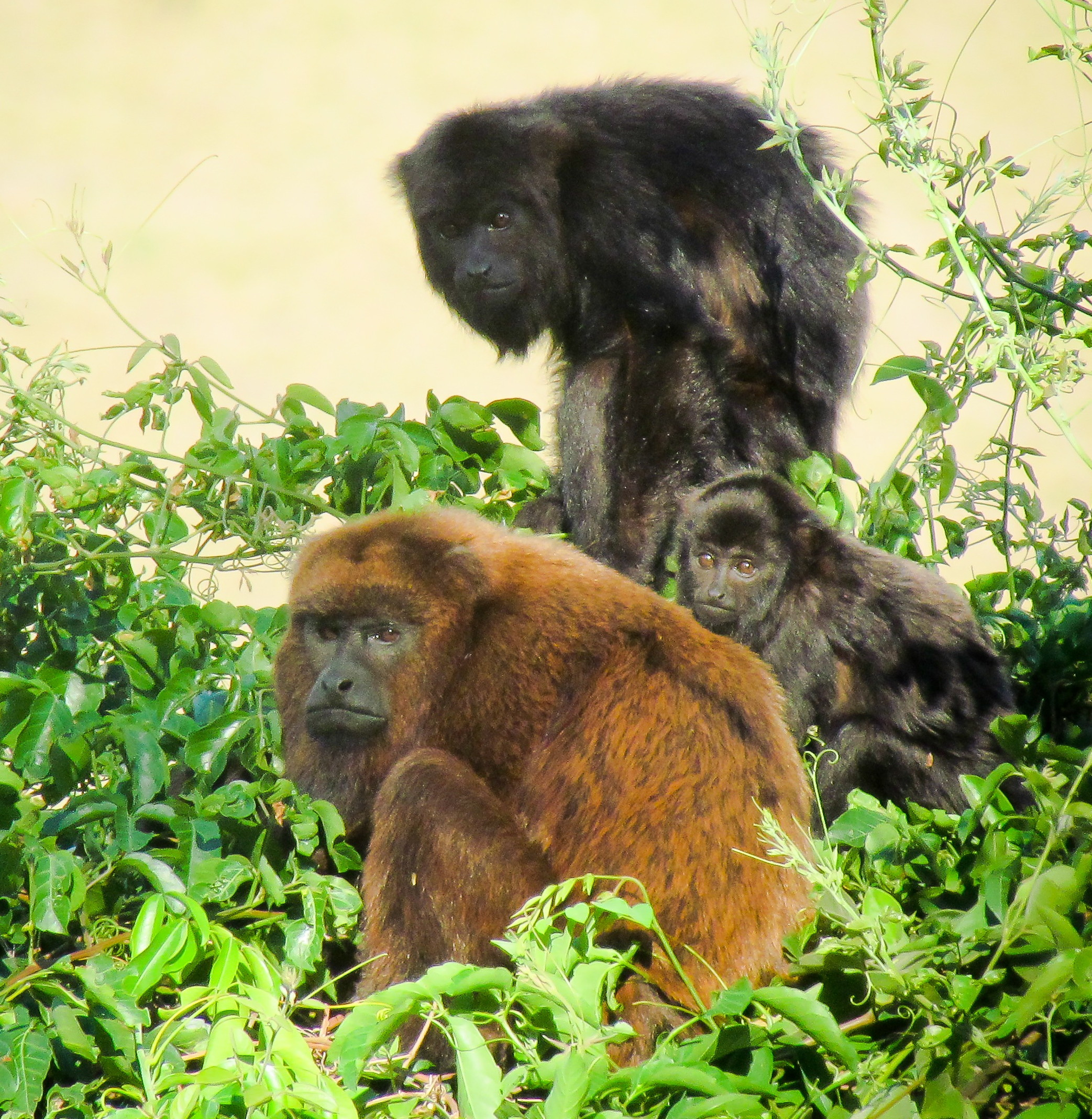
Бурі ревуни Alouatta guariba clamitans. Самець має буре забарвлення шерсті, а самиця — чорне

Майже в усіх видів ссавців спостерігається статевий диморфізм — відмінності між самцями і самицями одного і того ж біологічного виду, виключаючи відмінності в будові статевих органів. Деякі приклади статевого диморфізму у ссавців наведені нижче.
- Розмір тіла. Як правило, у ссавців дорослі самці більші за самок (наприклад, у саванного слона маса самця у середньому приблизно в два рази перевершує масу самки[329], а самець північного морського котика важить у 4,5 рази більше, ніж самиця[330]). Однак відомі винятки: наприклад, у синього кита самка важча за самця і на 1–2 м довша[331].
- Забарвлення хутра. У ссавців статевий дихроматизм виражений меншою мірою, ніж у птахів, у яких самці, як правило, пофарбовані яскравіше, ніж самиці. У тих видів ссавців, у яких присутній статевий дихроматизм, самиці зазвичай віддають перевагу яскравіше забарвленим самцями. Це можна пояснити, по-перше, тим, що яскравіше забарвлення свідчить про хороший стан здоров'я самця і його здатність дати здорове потомство, і, по-друге, тим, що сама обставина доживання яскраво пофарбованого самця до репродуктивного періоду говорить про його можливості уникнути хижаків[332].
- Хвороби. Деякі хвороби поширені виключно або переважно серед особин тільки однієї статі одного біологічного виду. Це стосується як генетично зчеплених зі статтю хвороб (зокрема, гемофілія у людини), так і хвороб, які зачіпають органи, властиві тільки самкам або самцям або розвиненим повною мірою тільки в особин однієї статі (наприклад, хвороб матки та молочних залоз)[333].

### Російською мовою
- Барабаш-Никифоров И. И., Формозов А. Н. . Териология. — М. : Высшая школа, 1963. — 396 с.
- Галактионов В. Г. . Иммунология. — М. : Издат. центр «Академия», 2004. — 528 с. — ISBN 5-7695-1260-1.
- Гистология, цитология и эмбриология. 6-е изд / Под ред. Ю. И. Афанасьева, С. Л. Кузнецова, H. А. Юриной. — М. : Медицина, 2004. — 768 с. — ISBN 5-225-04858-7.
- Дзержинский Ф. Я. . Сравнительная анатомия позвоночных животных. — М. : Аспект пресс, 2005. — 304 с. — ISBN 5-7567-0360-8.
- Дзержинский Ф. Я., Васильев Б. Д., Малахов В. В. . Зоология позвоночных. 2-е изд. — М. : Издат. центр «Академия», 2014. — 464 с. — ISBN 978-5-4468-0459-7.
- Жизнь животных. Энциклопедия в 6 тт. Т. 6: Млекопитающие / Общ. ред. Л. А. Зенкевича. — М. : Просвещение, 1971. — 628 с.
- Зильбернагль С., Деспопулос А. . Наглядная физиология. — М. : БИНОМ. Лаборатория знаний, 2013. — 408 с. — ISBN 978-5-94774-385-2.
- Константинов В. М., Наумов С. П., Шаталова С. П. . Зоология позвоночных. 7-е изд. — М. : Издат. центр «Академия», 2012. — 448 с. — ISBN 978-5-7695-9293-5.
- Константинов В. М., Шаталова С. П. . Зоология позвоночных. — М. : Гуманитарный издательский центр ВЛАДОС, 2004. — 527 с. — ISBN 5-691-01293-2.
- Кэрролл Р. . Палеонтология и эволюция позвоночных: В 3-х тт. Т. 2. — М. : Мир, 1993. — 283 с. — ISBN 5-03-001819-0.
- Кэрролл Р. . Палеонтология и эволюция позвоночных: В 3-х тт. Т. 3. — М. : Мир, 1993. — 312 с. — ISBN 5-03-001819-0.
- Лысов В. Ф., Ипполитова Т. В., Максимов В. И., Шевелёв Н. С. . Физиология и этология животных. 2-е изд. — М. : КолосС, 2012. — 605 с. — ISBN 978-5-9532-0826-0.
- Медников Б. М. . Биология: формы и уровни жизни. — М. : Просвещение, 1994. — 415 с. — ISBN 5-09-004384-1.
- Наумов Н. П., Карташёв Н. Н. . Зоология позвоночных. Ч. 2. Пресмыкающиеся, птицы, млекопитающие. — М. : Высшая школа, 1979. — 272 с.
- Наумов С. П. . Зоология позвоночных. — М. : Просвещение, 1982. — 464 с.
- Разнообразие млекопитающих / О. Л. Россолимо, И. Я. Павлинов, С. В. Крускоп, А. А. Лисовский, Н. Н. Спасская, А. В. Борисенко, А. А. Панютина. — М. : Издательство КМК, 2004. — Ч. I. — 366 с. — (Разнообразие животных). — ISBN 5-87317-098-3.
- Разнообразие млекопитающих / О. Л. Россолимо, И. Я. Павлинов, С. В. Крускоп, А. А. Лисовский, Н. Н. Спасская, А. В. Борисенко, А. А. Панютина. — М. : Издательство КМК, 2004. — Ч. II. — 218 с. — (Разнообразие животных). — ISBN 5-87317-098-3.
- Разнообразие млекопитающих / О. Л. Россолимо, И. Я. Павлинов, С. В. Крускоп, А. А. Лисовский, Н. Н. Спасская, А. В. Борисенко, А. А. Панютина. — М. : Издательство КМК, 2004. — Ч. III. — 408 с. — (Разнообразие животных). — ISBN 5-87317-098-3.
- Сидоров А. В. . Физиология межклеточной коммуникации. — Минск : БГУ, 2008. — 215 с. — ISBN 978-985-485-812-8.
- Ткаченко Б. И., Брин В. Б., Захаров Ю. М., Недоспасов В. О., Пятин В. Ф. . Физиология человека. Compendium / Под ред. Б. И. Ткаченко. — М. : ГЭОТАР-Медиа, 2009. — 496 с. — ISBN 978-5-9704-0964-0.
- Флинт В. Е., Чугунов Ю. Д., Смирин В. А. . Млекопитающие СССР. 2-е изд / Отв. ред. А. Н. Формозов. — М. : Мысль, 1970. — 437 с.

### Англійською мовою
- Burmester G.-R., Pezzutto A. . Color Atlas of Immunology. — New York : Thieme, 2003. — 322 p. — ISBN 3-13-126741-0.
- Campbell N. A., Reece J. B., Urry L. A. e. a. . Biology. 9th ed. — Benjamin Cummings, 2011. — 1263 p. — ISBN 978-0-321-55823-7.
- Vaughan T. A., Ryan J. M., Czaplewski N. J. . Mammalogy. 5th ed. — Sudbury, Massachusetts : Jones & Bartlett Learning, 2011. — 750 p. — ISBN 978-0-7636-6299-5.